# تاريخ المسيحية

خط زمني للفروع الأساسية للكنائس المسيحية بحسب العقيدة.

تاريخ المسيحية، ويعنى بهذا دراسة تاريخ الديانة المسيحية والكنيسة، منذ يسوع ورسله الإثني عشر حتى أيامنا الحاضرة. والديانة المسيحية هي ديانةٌ توحيدية أقيمت على أساس تعاليم وحياة يسوع. أما الكنيسة بمعناها اللاهوتي والمسيحي، فهي المؤسسة التي أقامها يسوع لتتابع من بعده مهمة نشر ثقافة الخلاص بين البشر وفقاً للمعتقدات المسيحيَّة.
بدأت المسيحية في القرن الأول الميلادي كجماعة يهودية صغيرة، سرعان ما انتشرت في القرون القليلة اللاحقة في مختلف أنحاء الشرق الأوسط والإمبراطورية الرومانية ومستوطناتها بشمال أفريقيا الرومانية ومنها كنيسة قرطاج، وذلك رغم أعمال الاضطهاد التي كان أباطرة روما يمارسونها ضد أتباع هذه الديانة، لكنها ومنذ القرن الرابع غدت دين الإمبراطورية واكتسبت ثقافة يونانية ورومانية. تعتبر أرمينيا أولى الدول التي تتخذ من المسيحية الديانة الرسمية في عام 301، تبعتها جورجيا عام 319، أثيوبيا عام 325 والإمبراطورية الرومانية عام 380.
خلال القرون الوسطى واصلت المسيحية انتشارها فبلغت شمال أوروبا وروسيا. ومع قدوم عصور الانفتاح والاستكشاف انتشرت هذه الديانة في جميع أنحاء الأرض، حتى أصبحت أكبر أديان العالم من حيث عدد أتباعها؛ إذ يبلغ عدد أتباعها 2.2 مليار أي حوالي ثلث سكان الكوكب من البشر.
خلال تاريخها الطويل، تمكنت الصراعات والمنازعات الدينية والسياسية من قسم جسم المسيحية بين ثلاثة مذاهب رئيسية، وهي الأرثوذكسية (بفرعيها الشرقية والمشرقية)، والكاثوليكية والبروتستانتية.

## النشأة والتأسيس

### يسوع

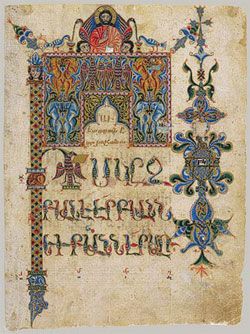
نسخة أثرية للعهد الجديد باللغة الأرمنية: يعرف الإنجيل ذاته بأنه "".(يوحنا 31/20)

تعتبر الأناجيل الأربعة المصدر الرئيسي لتتبع حياة يسوع، هناك بضعة مؤلفات أخرى تذكره يطلق عليها عامة اسم الأناجيل المنتحلة وقد ورد ذكره أيضًا بشكل عرضي في بعض مؤلفات الخطباء الرومان كشيشرون. بحسب الأناجيل ولد يسوع في بيت لحم خلال حكم هيرودس الكبير، ولا يمكن تحديد تاريخ ميلاده بدقة، بيد أن أغلب الباحثين يحددونه بين عامي 4 إلى 8 قبل الميلاد. يتفق متى ولوقا أنه ينحدر من سبط يهوذا، السبط الرئيس من أسباط بني إسرائيل الإثني عشر (3). كذلك يتفقان أن هذه الولادة قد تمت بشكل إعجازي دون تدخل رجل، ويعرف هذا الحدث في الكنيسة باسم «الولادة من عذراء». ورغم أنه ولد في بيت لحم إلا أنه قد قضى أغلب سنين حياته في الناصرة.متى 23/2]
نشأ يسوع في بيئة يهودية مغلقة تنتظر قدوم الماشيح، وقبيل البدء بنشاطه اعتمد على يد يوحنا المعمدان،متى 13/3] حوالي عام 27 وكان عمره ثلاثين عامًا تقريبًا؛لوقا 23/3] وقد انطلق في تبشيره من دعوة المعمدان ذاتها الداعية إلى التوبة، بيد أنه ترك مناطق نهر الأردن واتجه شمالاً حتى استقر في كفر ناحوم، ثم أخذ يطوف قرى الجليل، واليهودية، وجنوب لبنان، ومناطق من الجولان، وشمال الأردن التي كان تعرف باسم المدن العشر، والخليل إضافة إلى أورشليم ومناطق أخرى.
تركزت تعاليم يسوع بشكل أساسي في أهمية ترك أمور الجسد والاهتمام بأمور الروح، وشجب بنوع خاص مظاهر الكبرياء والتفاخر البشري، وحلل بعض محرمات الشريعة اليهودية وجعل بعضها الآخر أكثر قساوة كالطلاق، وركز أيضًا على دور الإيمان في نيل الخلاص، وعلى أهمية المحبة.متى 43/5] وتذكر الأناجيل، بشكل مفصل للروايات أو بشكل عام، عددًا كبيرًا من الأعاجيب والمعجزات التي اجترحها:
| تاريخ المسيحية        | وكان يسوع ينادي ببشارة الملكوت، ويشفي كل ذي مرضٍ وعلّة في الشعب، فذاع صيته في سوريا كلها، وحمل إليه الناس مرضاهم المعانين من الأمراض والأوجاع على اختلافها والمسكونين بالشياطين والمصروعين والمشلولين فشافهم جميعًا، وتبعته جموع كبيرة من مناطق الجليل والمدن العشر وأورشليم اليهودية وما وراء الأردن. | تاريخ المسيحية |
| — إنجيل متى، 4/ 23-25 | |                |

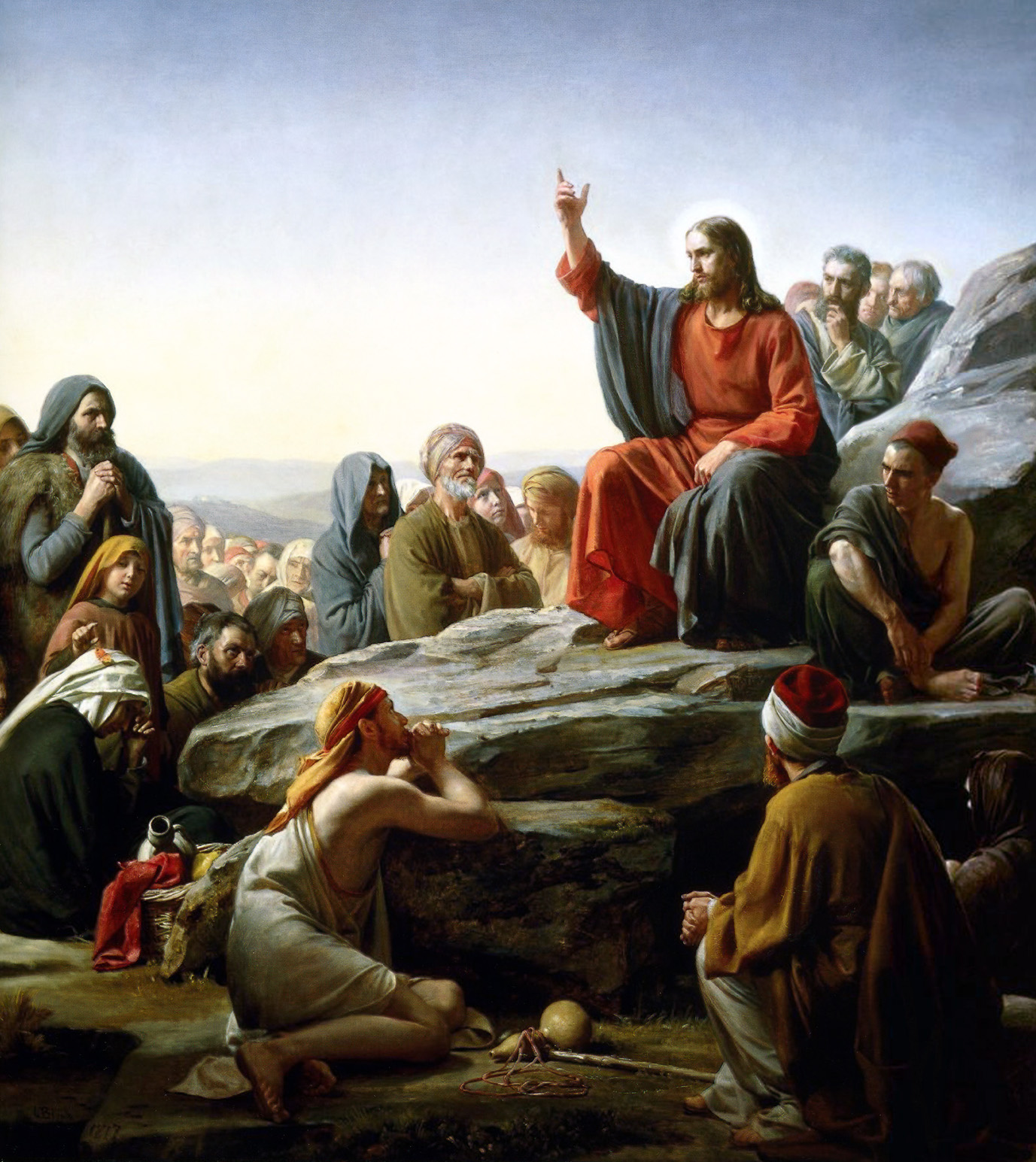
الموعظة على الجبل، بريشة كارل بلوش، القرن التاسع عشر: تشملها الفصول الخامس حتى السابع من إنجيل متى.

وكان يكلم الشعب عادة بالأمثال والقصص الرمزية مبسطًا لهم أفكارًا معقدة، كذلك تزخر الأناجيل بالمواقف والأحداث التي واجهته في حياته، لتشكل مصدر عبرة وتعليم لأتباعه؛ وبشكل عام فإن المعجزات التي ذكرت قصصها بشكل مفصل في الإنجيل هي خمس وثلاثين معجزة، أما عدد الأمثال والقصص فأربع وثلاثون مثلاً، في حين يبلغ مجموعة الحوادث مائتان وخمس وخمسون حادثًا؛ ويعلن الإنجيل صراحة أن هذا جزء بسيط من أعمال يسوع لأنه "لو دونت جميع أعماله واحدة فواجدة لما كان العالم يتسع ما دوّن من كتب".يوحنا 25/21]
وعيّن يسوع أيضًا اثني عشر تلميذًا ليلازموه،مرقس 13/3] وكان هؤلاء الإثني عشر مختارين من حلقة أكبر كانت تتبعه وتشمل نساءً والرسل السبعين،لوقا 1/10] بحسب العقيدة المسيحية، فإن يسوع وإثر نشاط حافل دام ثلاث سنوات، وخلال تواجده في أورشليم ضمن احتفالات عيد الفصح، قرر مجلس اليهود قتله خوفًا من تحوّل حركته إلى ثورة سياسية تستفز السلطات الرومانية لتدمير الحكم الذاتي الذي يتمتعون به، وتذكر الأناجيل بشيء من التفصيل أحداث محاكمة يسوع أمام مجلس اليهود ثم أمام بيلاطس البنطي ومنازعته على الصليب، حيث صلب المسيح خارج المدينة على تل الجلجثة وقد تبعه ليشهد عملية الصلب جمع كثيرا، وبعد نزاع دام ثلاث ساعات مات المسيح، وقد ترافق موته حوادث غير اعتيادية في الطبيعة.لوقا 45/23] وقد ودفن على عجل لأن سبت الفصح كان قد اقترب، بحسب الأناجيل أيضًا، قامت بعض النساء من أتباعه فجر الأحد بزيارة القبر فوجدنه فارغًا،لوقا 3/24] بيد أن ملاكًا من السماء أخبرهنّ أن يسوع قد قام من بين الأموات.لوقا 6/24] فذهبن وأخبرن التلاميذ بذلك وما لبث أن ظهر لهم مرّات عدة واجترح عدة عجائب بعد قيامته أكد لهم خلالها قيامته.يوحنا 25/20]
تعددت النظريات الأخرى حول يسوع، وطرق موته وأسبابها، لكن أغلبية الباحثين اعتقدوا فعلاً بتاريخية وجوده، والبعض أيضًا آمن بوقوع المعجزات ناسبًا إياها لطرق معينة من استخدام طاقات العقل البشري، ويعتقد أن ليلة العشاء الأخير كانت ليلة 3 نيسان 30 وأن القيامة - بالتالي - تمت فجر 6 نيسان 30.

### الكنيسة الأولى: بطرس وبولس

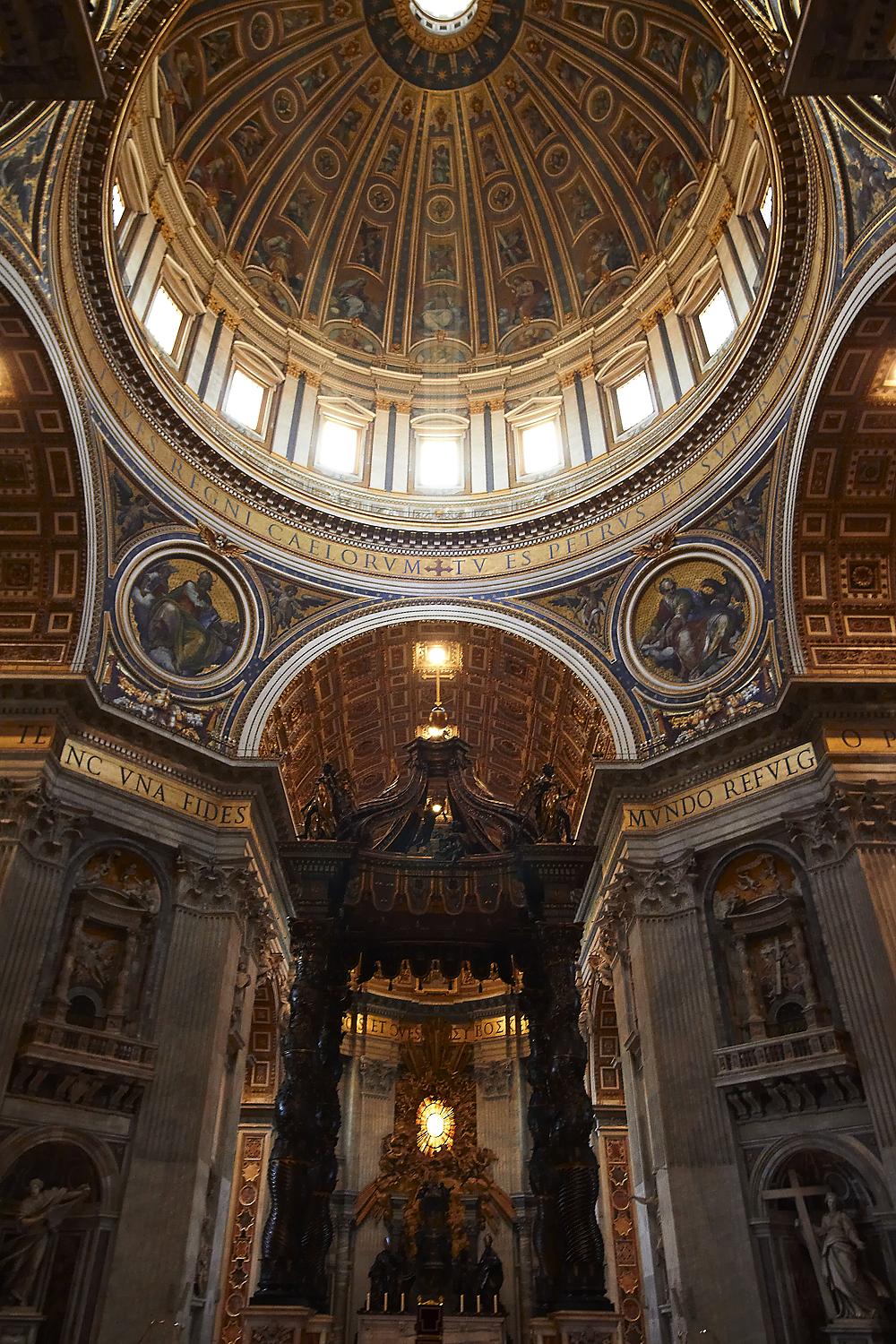
كاتدرائية القديس بطرس في الفاتيكان: بني هذا الصرح الديني والفني القيّم فوق المكان الذي شهد صلب بطرس الرسول ودفنه.

حياة التلاميذ الاثني عشر ومن معهم، أو حياة الكنيسة الأولى يمكن معرفة نشاطاتها عن طريق سفر أعمال الرسل، فبعد خمسين يومًا من قيامة يسوع حلّ الروح القدس على الكنيسة الأولى وفق السفر، ويمثل الحدث للمسيحيين ميلاد الكنيسة في القدس. وكان أعضاؤها يداومون على تلقي المواعظ الدينية والصلاة وكسر الخبز(4)، والحضور إلى الهيكل وتقاسم جميع ما يملكون:
| تاريخ المسيحية | وكانت جماعة المؤمنين قلبًا واحدًا ونفسًا واحدة ولم يكن أحد يقول أن شيئاً مما عنده هو له بل كان كل شيء عندهم مشتركًا، ولم يكن فيهم محتاج لأن جميع ما كان لهم من حقول أو بيوت كانوا يبيعونها ويأتون بثمنها فيضعونه عند أقدام الرسل وهم بدورهم يوزعونه على كل محتاج بقدر حاجته. | تاريخ المسيحية |

بحسب سفر الأعمال أيضًا فإن الرسل استطاعوا اجتراح عدد من العجائب والمعجزات، وكانت تعاليمهم وعظاتهم خصوصًا عظتي بطرس الأولى والثانية، سببًا في تذمر مجلس اليهود، ما أدى إلى توقيف بطرس ويوحنا عدة مرات في السجن وكذلك بولس فيما بعد.

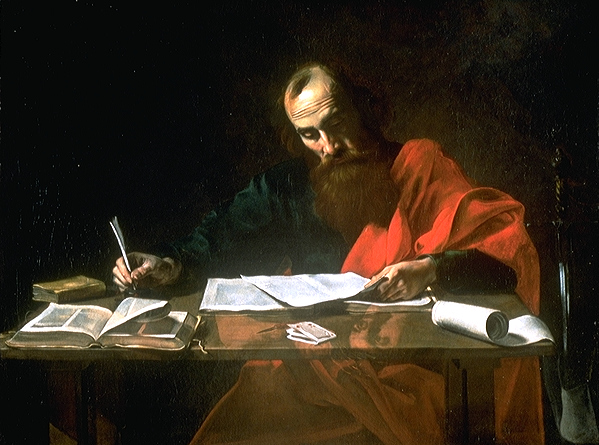
بولس الطرسوسي يكتب رسائله، لوحة الفنان الهولندي رمبرانت.

أخذت الجماعة المسيحية بالنمو، وبنتيجة هذا النمو أخذت تراتبية السلطة في الكنيسة بالظهور، فعيّن سبعة شمامسة كمساعدين للرسل؛ لكن حدة الاضطهادات أخذت بالزيادة أيضًا ما اضطرهم للجوء إلى الجليل والسامرة، ما ساعد في توسع أعداد معتنقي المسيحية من خارج القدس، فأخذ فيلبس بنشر التعاليم المسيحية في السامرة، وحنانيا في دمشق(5)؛ وبعيد ذلك تحوّل شاول الطرسوسي إلى المسيحية متخذًا اسم بولس ويعتقد المسيحيون أن ذلك قد تم بعد ظهور يسوع له على طريق دمشق.
ساهم بولس بنشر المسيحية خصوصًا لدى غير اليهود، إلى جانب الرسل السبعين خصوصًا في لبنان وقبرص وأنطاكية، حيث اكتسبوا قاعدة شعبية وأطلق عليهم لأول مرة مصطلح مسيحيين؛ لقد غدت أنطاكية قاعدة بولس الأساسية في رحلاته التبشيرية نحو اليونان وآسيا الصغرى، لكن مشكلة كبيرة وقعت بين المسيحيين من أصل يهودي والمسيحيين من أصل غير يهودي فيما يخص الالتزام بشريعة موسى عمومًا والختان بنوع خاص، فعقد إذاك المجمع الأول في أورشليم حوالي العام 50 وحسمت نتائجه بعدم التزام غير اليهود بالختان أو الشريعة. (انظر الختان في المسيحية للاستزادة)
تلا مجمع أورشليم عدة أسفار لبولس نحو اليونان ومقدونيا، وأراد السفر إلى روما وهو ما تحقق له لاحقًا حوالي عام 59، لكن تاريخ وجود المسيحيين في روما يسبق ذلك إذ وجه بولس نفسه رسالة لهم سنة 57، وينقل التقليد المسيحي أن بطرس هو من أسس كنيسة روما بعد أن أسس كنيسة أنطاكية، وقضى هناك سنواته الأخيرة حتى مقتله عام 64 أو 67 خلال حريق روما الكبير واضطهاد نيرون للمسيحيين.
أما بولس غادر روما عام 62 متوجهًا إلى إسبانيا لكنه عاد إليها مجددًا حيث سجن وكتب من سجنه حوالي عام 66 أو 67 آخر رسائله وهي الرسالة الثانية إلى تيموثاوس قبل أن يقتل خلال اضطهاد نيرون للمسيحيين؛ أما مرقس وهو تلميذ بطرس فقد انتقل إلى الإسكندرية وأسس كنيسة مصر قرابة العام 45؛ في حين توجه توما إلى الهند، وبشكل عام فقد كان حركة نشر المسيحية الأولى نشيطة للغاية؛ أسوة بسائر التلاميذ الإثني عشر فقد بشّر أيضا الرسل السبعين. وكان آخر من توفي من التلاميذ الاثني عشر يوحنا بن زبدي الذي استقر في تركيا قبل أن ينفى إلى بطمس حيث قضى هناك سني حياته الأخيرة، وكان الوحيد من الرسل الذي مات بشكل طبيعي - أي أنه لم يقتل خلال أحد الاضطهادات - قرابة العام 101.

## بعد العصر الرسولي

### المسيحية المبكرة (101إلى312)

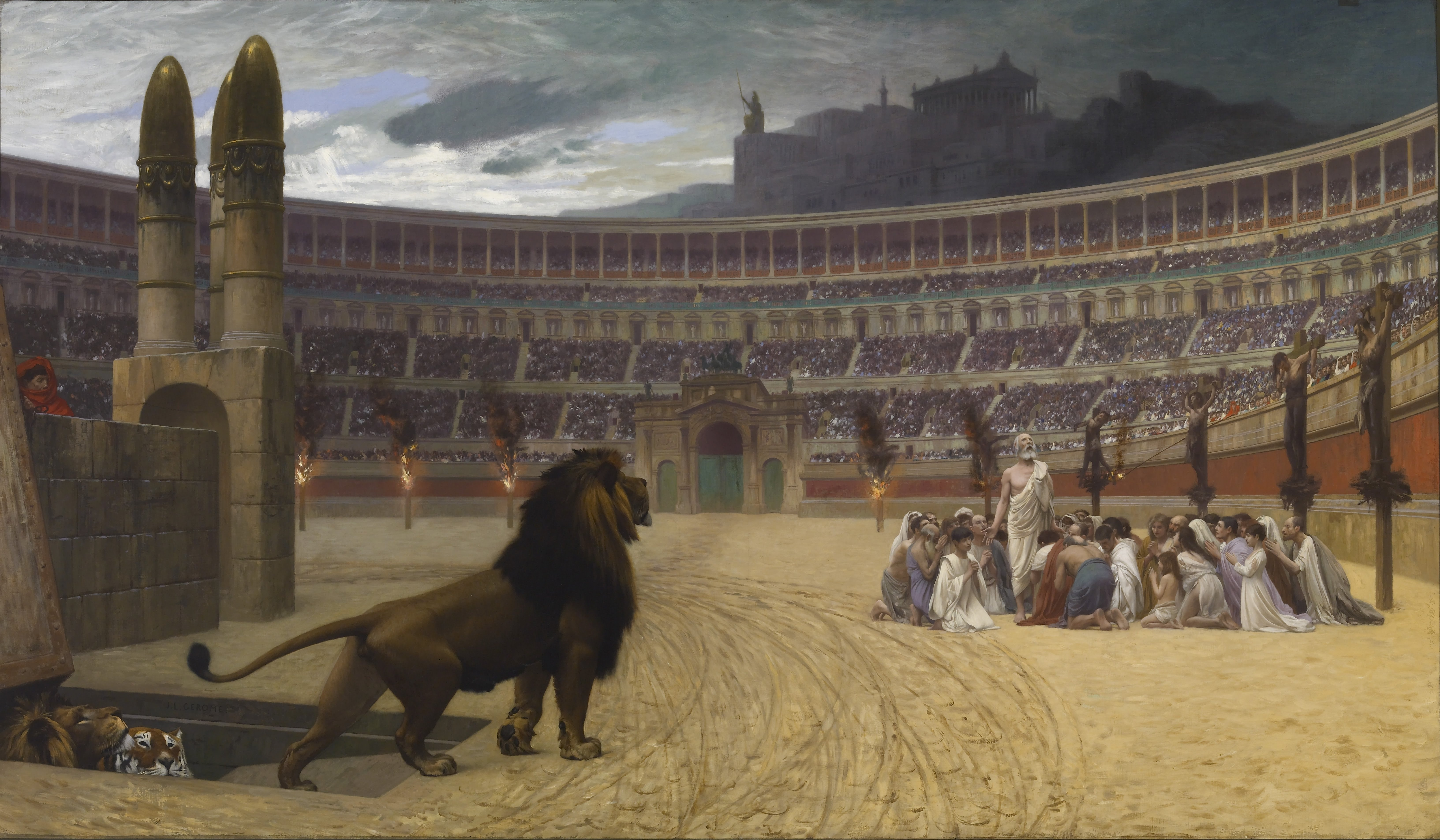
الصلاة الأخيرة لمسيحيين خلال أحد حفلات التعذيب في الكولسيوم، روما لوحة لجان ليون جيروم سنة 1834.

بداية القرن الثاني كانت المسيحية عبارة عن جماعات متفرقة صغيرة على هامش المجتمع ضمن الإمبراطورية الرومانية، وكانت قوة إيمان هذه الجماعات ونبذها الرسمي للثقافة الرومانية المتعارف عليها، فضلاً عن أصول المنتمين الأوائل إليها المتواضعة، مصدر إزعاج لدى مثقفي العالم الروماني كشيشرون وجالينوس، بيد أن أعظم ما كان يقلق الإمبراطورية الرومانية رفض المسيحيين عبادة الإمبراطور عنصر تماسك الإمبراطورية؛ فضلاً عن رفضهم الكثير من الطقوس الرسمية، إلى جانب إعلانهم احتكار الحقيقة وتقبل الموت على الارتداد عن الدين، ما دفع الخطيب البليغ لوقيانوس للقول بأن بسطاء العقل هؤلاء لم يكونوا مجرمين لكن يسوع المنافق قد خدعهم وكهنتهم يتلاعبون بهم؛ سوى ذلك فقد كان المسيحيون الأوائل يرفضون بنوع خاص الاحتكاك بالعلوم الدنيوية لارتباطها بشكل وثيق بالأديان الوثنية، ما دفع المؤرخ الروماني سلس حوالي العام 175 إلى لوم المسيحيين لأنهم يحرصون على جهلهم.
أخذ الوضع بالتغير منذ النصف الثاني للقرن الثاني، فقد أدرك المسيحيون أن عودة يسوع المنتظرة ستأخذ وقتًا طويلاً وبالتالي فإن مكوثهم على الأرض سيطول، فأخذوا يحاولون تقديم إيمانهم بشكل له المزيد من النظام والعقلانية مستخدمين صفات ثقافة عصرهم؛ نبع ذلك من إدراك أنه إن لم ترد الكنيسة البقاء كشيعة على هامش المجتمع يترتب عليها التكلم بلغة معاصريها المثقفين؛ وكان أول المدافعين عن المسيحية هو جوستينوس الذي لقي مصرعه خلال الاضطهادات التي قامت سنة 156. وتكاثرت من بعده مؤلفات الدفاع: هبرابوليس، أبوليناروس وميلتون وجهوا مؤلفاتهم للإمبراطور ماركوس أوريليوس، وأثيناغوراس ومليتاديس نشروا مؤلفات مشابهة حوالي العام 180؛ لقد ساهمت الشخصيات المثقفة التي اعتنقت المسيحية كجوليانوس وإغناطيوس في تسهيل دخول المسيحية ضمن المجتمع السائد، ومع نهاية القرن الثاني لم يكن هناك من مشكلة: فحتى الآباء المسيحيون كانوا يرسلون أولادهم إلى مدراس الوثنيين إذ لم تكن فكرة وجود تربية مسيحية خاصة تختلف سوى في مضمار المعتقدات الدينية والأخلاق، ثم أخذت المدراس المسيحية بالنشوء والكتب المسيحية بالانتشار مع بداية القرن الثالث وتكاثر عدد المعلمين المسيحيين في المدراس اليونانية والرومانية؛ وأصبح سنة 264 أناكوليوس أسقف اللاذقية، أول عميد مسيحي لكلية الفلسفة في جامعة الإسكندرية، وأدار الكاهن مالخيون مدرسة الخطابة والبلاغة في أنطاكية.
يرى عدد من الباحثين أن المسيحية بقيت قريبة جدًا من الديانة اليهودية من حيث العادات والتقاليد حتى نهاية القرن الثاني، ولكن انطلاقًا من هذا التاريخ انضمت المسيحية إلى الحضارة الهيلينية التي ستتيح لها انطلاقة جديدة مع بداية القرن الثالث؛ أما على الصعيد الاجتماعي، يعلن إريك كاوفمان أن المسيحيين طوروا نظامًا اجتماعيًا فعالاً على ضوء الإنجيل، فعلى عكس الوثنيين فإن المسيحيين كانوا يعتنون بمرضاهم خلال فترات انتشار الأوبئة إلى جانب عنايتهم بالمعاقين والعجزة، فضلاً عن التشديد على أهمية إخلاص الذكور في الزواج ووحدانية هذا الزواج، ما خلق نوعًا من العائلة المستقرة التي افتقدها المجتمع الروماني وجعل المؤمنات الجدد في ظل هذا الاستقرار يلدن ويربين عددًا أكبر من الأطفال، إضافة إلى وجود حياة اجتماعية مميزة فيما بين أعضاء الجماعة الواحدة ومساعداتهم الدائمة لبعضهم البعض.
إن المشكلة الأساسية التي عانت منه كنيسة القرنين الثاني والثالث تمثلت في الاضطهادات الرومانية؛ فمنذ صدور مرسوم طرد المسيحيين من روما حوالي العام 58 وحتى العام 312 عانى المسيحيون من شتى أنواع الاضطهاد كان أقساها اضطهاد نيرون الذي شمل حريق روما، دومتيانوس الذي استمر سبعة وثلاثين عامًا واتخذت بداية هذا الاضطهاد أصل التقويم المعروف باسم التقويم القبطي أو المصري، وحسب مراجع الكنيسة القبطية الأرثوذكسية فقد قتل مئات الآلاف خلال هذا الاضطهاد، تراجان، ماركوس أوريليوس، سبتيموس سيفيروس، ماكسيمين، ديكيوس، جالينوس، أوريليان، دقلديانوس وهي ما تعرف عمومًا في التاريخ المسيحي باسم الاضطهادات العشر الكبرى؛ لكن الأمور أخذت بالتحسن مع منشور غاليريوس التسامحي وخطوات الإمبراطور قسطنطين التي توجت بمرسوم ميلانو سنة 312 والذي اعترف بالمسيحية دينًا من أديان الإمبراطورية، فرغم جميع الاضطهادات، كانت قوة المسيحية الديموغرافية تتنامى مع العلم أنها وحتى عام 312 كانت أقلية داخل الإمبراطورية ككل، لكنها قد تحولت إلى قوة لا تستطيع جهات الإمبراطورية الرسمية طمسها أو التغاضي عنها.

## المجامع والانشقاقات (312 إلى 1054)

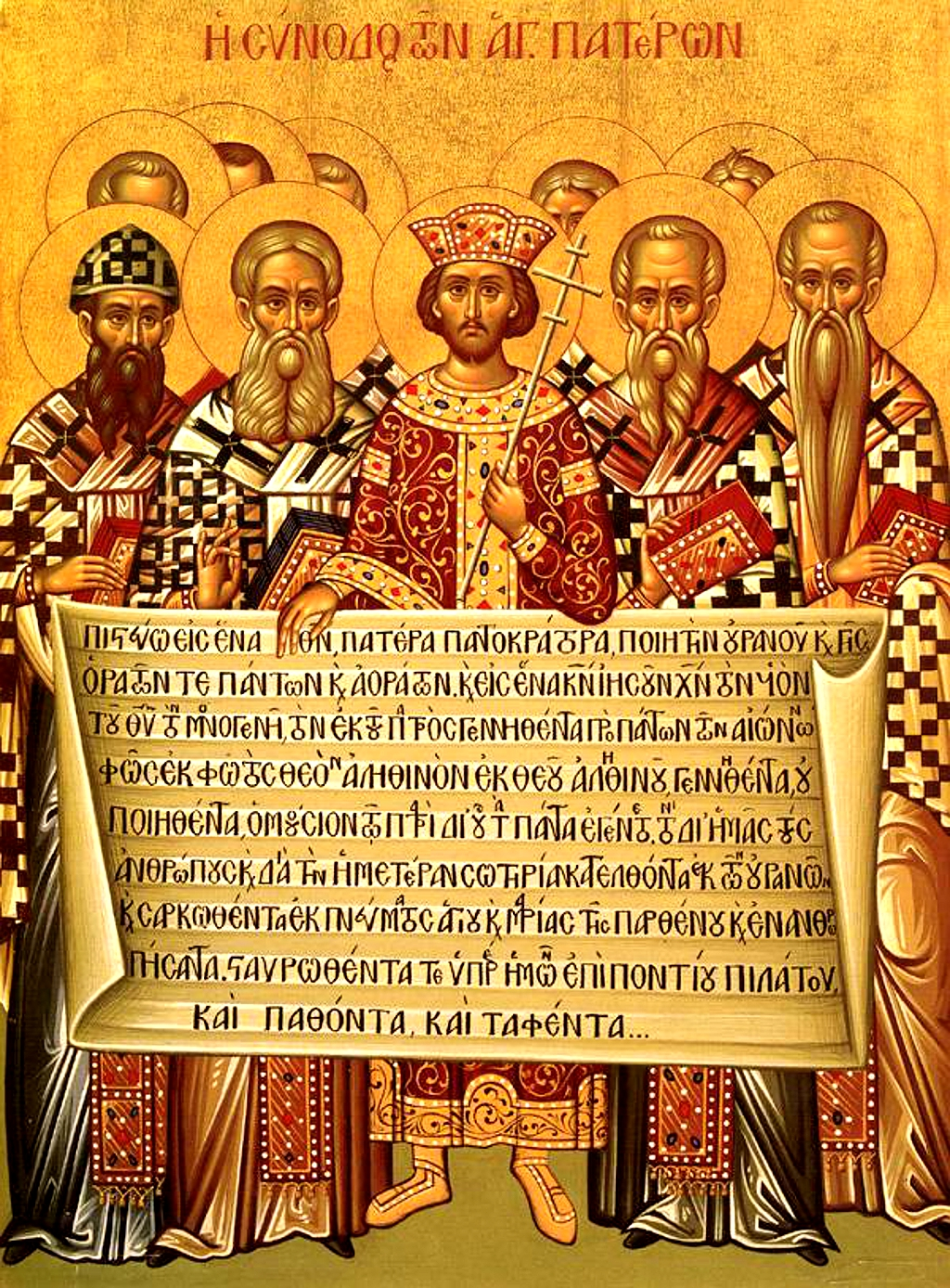
أيقونة بيزنطية تظهر قسطنطين الأول محاطًا بالبطاركة والأساقفة في مجمع نيقية الأول ويمسكون قانون الإيمان الذي صاغة المجمع.

أصبحت المسيحية في عام 380 الديانة الرسمية للإمبراطورية الرومانية، وفي عام 330 قام الإمبراطور قسطنطين بنقل العاصمة من روما إلى القسطنطينية، والتي أصبحت مركز المسيحية الشرقية ومركز حضاري عالمي، فأضحت أعظم مدن العالم في ذلك العصر.
لكون المسيحية قد انفتحت على مختلف الحضارات والثقافات، كان لا بدّ لها من الانقسام، ليس فقط من ناحية الطقوس إنما من ناحية العقائد أيضًا، بنتيجة تنوع البيئات والمشارب لمعتنقيها، لقد وجدت كنيسة القرن الرابع نفسها تواجه سيلاً من هذه الحركات التي دعيت في لغة الكنيسة الرسمية هرطقات؛ أغلب هذه الحركات كانت محدودة التأثير واضمحلت دون بذل جهد كبير. لكن بعضها الآخر شكل قوة كالآريوسية، ما دفع لعقد مجمع مسكوني في نيقية عام 325 برئاسة الإمبراطور قسطنطين الأول والأسقف أوسيوس القرطبي.
لا يعتبر مجمع نيقية المجمع الأول، إذ عقد قبله عدد كبير من المجامع الإقليمية غالبًا ما كان يرأسها أسقف المنطقة، لكن مجمع نيقية هو المجمع المسكوني الأول أي أن أساقفة من جميع أنحاء العالم شاركوا به: حكم المجمع بهرطقة آريوس وحَرَمه بعد أن اعتقد بأن الابن كائن مخلوق غير مساوٍ للآب، ووضع المجمع قانون الإيمان الذي لا يزال مستعملاً حتى اليوم؛ تأتي أهمية مجمع نيقية أيضًا لأنه وللمرة الأولى في تاريخ المسيحية تستخدم مصطلحات غير توراتية بشكل رسمي أمثال: نور من نور، إله حق منبثق من إله حق، مولود غير مخلوق؛ وهذه المصطلحات القادمة من فلسفة الرومان منحت الإيمان المسيحي تحديدات جديدة ووهبته مزيدًا من الدقة؛ كذلك فقد أقر المجمع نظام البطريركيات الخمس الكبرى ونظّم قواعد تعاملها مع بعضها البعض؛ وفي أعقاب المجمع أخذت الأديان الوثنية بالتقهقر والتراجع أمام المسيحية؛ وقد طبعت تلك المرحلة بطابع دموي من الحروب الأهلية والانقلابات خصوصًا في الإمبراطورية الرومانية الغربية، وأدى انعدام الأمن إلى انتشار الاضطهادات الدينية: مارست المسيحية الاضطهاد تجاه الوثنية ويمكن الأخذ بتجربة البطريرك أثناسيوس الإسكندري في مصر مثالاً على ذلك، ومورست على المسيحية الاضطهادات كما فعل الإمبراطور جوليان من خلال مرسوم حظر التعليم على المسيحيين سنة 362 والذي افتتح معه موسمًا جديدًا من الاضطهاد؛ لكن وعلى صعيد آخر فإن العمارة المسيحية وفن رسم الأيقونات وكذلك الموسيقى قد بلغوا شأنًا في كنيسة القرن الرابع؛ إضافة إلى أن من يسميهم جورج مينوا أساطين الكنيسة ظهروا في تلك الفترة: باسيليوس الكبير، جيروم، إمبروسيوس، يوحنا الذهبي الفم، مارون الكبير، سمعان العمودي، أفرام السرياني، أوغسطينوس، وأنطونيوس الكبير مؤسس الحركة الرهبانية في المسيحية وأغلب هذه الشخصيات حازت على لقب قديس في الكنيسة.

الطيف المسيحي بين القرنين الخامس والسابع، يظهر معتقدات كنيسة المشرق (أزرق فاتح) والكنائس الميافيزية (أحمر فاتح) والكنائس الغربية (بنفسجي فاتح.)

وفي سبيل استكمال تنظيم البنية الإدارية للكنيسة عقد مجمع القسطنطينية الأول سنة 381 والذي كان من أعماله أيضًا إدانة أبوليناروس أسقف اللاذقية الذي اعتقد بأن ألوهية المسيح قد حلت مكان روحه العاقلة، وبعد أقل من نصف قرن انعقد مجمع مسكوني آخر في أفسس سنة 431 حرم نسطور الذي آمن بالثالوث الأقدس لكنه اعتقد أن الابن الموجود منذ الأزل هو غير يسوع، وأن هذا الابن الأزلي قد حلّ في شخص يسوع عند عماده وبالتالي فقد علّم نسطور وجود شخصين في المسيح ودعا العذراء والدة المسيح وليس والدة الله، وقد تعرض أتباعه لاضطهادات شديدة؛ وبعد ثمان سنوات فقط في سنة 439 انعقد مجمع آخر في أفسس يدعوه الأرثوذكس المشرقيون مجمع أفسس الثاني في حين يرفض الكاثوليك والروم الأرثوذكس الاعتراف به، انعقد هذا المجمع بشكل رئيسي لتحديد صيغة إيمان نهائية لطريقة اتحاد طبيعتي المسيح البشرية والإلهية في شخصه، وأقر نظرية البطريرك كيرلس الأول الإسكندري، التي وجدت أن النتيجة الطبيعية لاتحاد طبيعتين هي طبيعة واحدة دون الخلط بخصائص الطبيعتين.
ولكن هذه العقيدة تمت معارضتها في روما والقسطنطينية، اللتين دعتا إلى مجمع آخر سنة 451 هو مجمع خلقيدونية الذي أعاد تنظيم علاقة البطريركيات ببعضها البعض وأقر صيغة البابا ليون الأول القائلة بأن طبيعتي المسيح رغم اتحداهما قد لبثتا طبيعتين بشكل يفوق الوصف كاتحاد النور والنار، وألغى المجمع المذكور مقررات المجمع السابق وسحب شرعية الاعتراف به، فحصل الانقسام الثاني في الكنيسة وتشكلت عائلة الكنائس الأرثوذكسية المشرقية مع رفض أعضائها قبول مقررات المجمع الخلقيدوني، ورغم هذا فإن الانقسام النهائي الإدراي لم يتم حتى العام 518 عندما عزل بطريرك أنطاكية ساويريوس لكونه من أصحاب الطبيعة الواحدة، في مجمع محلي عقد في القسطنطينية، أعقبه رفض البطريرك لهذا القرار وانتقاله إلى مصر حيث أدار جزءًا من الكنيسة في حين أدار بطريرك خليقدوني القسم الآخر منها، وما حصل في أنطاكية حصل أيضًا في الإسكندرية.
شكّل أصحاب الطبيعة الواحدة أو المونوفيزيون قاعدة شعبية كبيرة في مصر، الحبشة، أرمينيا وبدرجة أقل في سوريا والهند، وعانوا من شتى أنواع الاضطهاد على يد الإمبراطورية البيزنطية لكن الاضطهاد لم يأت بالثمار المرجوة بل عمّق الشرخ الحاصل في الإمبراطورية بين الفئتين، ولم يحسم الأباطرة الرومان موقفهم من المجمع إذ توالى على العرش عدد من الأباطرة الذين وقفوا إلى جانب مجمع خلقيدونية وآخرون وقفوا ضده، وهؤلاء الأباطرة قادوا اضطهادات ضد الخليقدونيين في الإمبراطورية؛ حاول الإمبراطور جستنيان الأول توحيد الطرفين وعقد مجمع القسطنطينية الثاني سنة 553 في سبيل ذلك، لكنه فشل بل اتجهت الأمور نحو الأسوأ مع تدخل الإمبراطورية الفارسية التي استطاعت أوائل القرن السابع فتح سوريا والعراق، وتبنت في مجمع قسطيفون الطبيعة الواحدة مذهبًا لها.

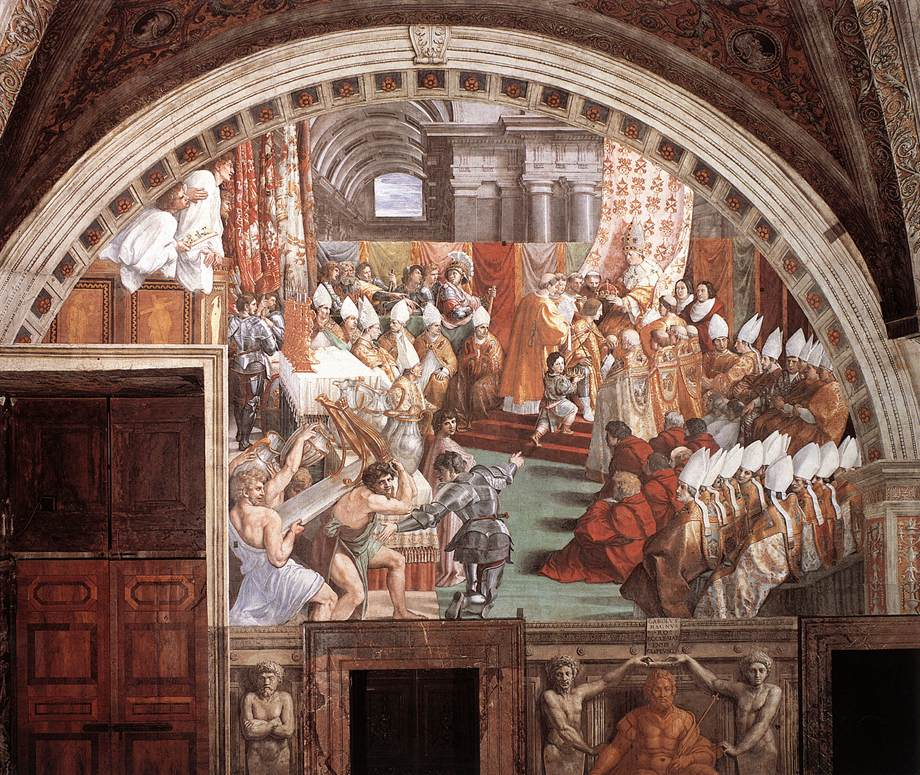
البابا يتوج شارلمان، لوحة لرافائيل تعود للقرن السادس عشر.

استطاع الإمبراطور هرقل استعادة ما خسره سنة 622 وأقر عقيدة جديدة هي المونوثيلية: طبيعتين في مشيئة واحدة كحل وسط بين معتنقي عقيدة الطبيعتين ومعتنقي عقيدة الطبيعة؛ لكن أصحاب الطبيعة الواحدة رفضوا الصيغة الجديدة ما افتتح عهدًا جديدًا من الاضطهادات الشديدة، لكنها لم تطل بسبب دخول المنطقة بيد الجيوش الإسلامية القادمة من شبه الجزيرة العربية، ويرى عدد من الباحثين أن المسيحيين العرب دعموا عملية الفتح، خصوصًا الغساسنة والمناذرة وكذلك فعل المسيحيون السريان، في حين أن سكان المدن السورية على نهر الفرات فتحوا أبواب المدن مهللين للفاتحين الجدد، وكذلك فعل مقاتلو الجيش البيزنطي في معركة اليرموك. أما في الهند حافظ مسيحيون مار توما في كيرالا على ثقافة مسيحية منفردة، وقد انتمى مسيحيي القديس توما إلى الطبقة العليا في المجتمع الهندي، فاحتفظوا بثقافتهم الهندية بجانب ديانتهم المسيحية المتأثرة بشدة بالتقاليد المسيحية السريانية.
في العام 681 انعقد مجمع القسطنطينية الثالث الذي حكم بهرطقة صيغة هرقل المونوثيلية مثبتًا صيغة الطبيعتين والمشيئتين في المسيح؛ أما في الغرب المسيحي فقد كان الوضع أكثر هدوءًا، مع فعالية حركات التبشير في نشر المسيحية شمال فرنسا وألمانيا؛ كذلك فقد وصلت المسيحية إلى إنكلترا وإيرلندا على يد القديس باتريك، ثم اعتنقت روسيا المسيحية في القرن التاسع؛ شهد تنصّر ستيفين الأول ملك المجر مرحلة تاريخيَّة هامة لدول أوروبا الوسطى، حيث يعتبر أول ملك للمجر (1000-1038). وقد عمل على نشر وترسيخ المسيحية بشكل كبير في المجر، سلوفاكيا، ترانسيلفانيا، كرواتيا وشمال صربيا. وطبعت تلك المرحلة بتأسيس الرهبنات الكبرى كالرهبنة البندكتية والرهبنة الأوغسطينية اللتين أثرتا عميق التأثير في المجتمع الغربي، ورعتا عملية التقدم العلمي إذ كانت الأديار جامعات ومدارس أوروبا الوحيدة، كذلك برز دير كلوني في تنظيم السياسة الداخلية للكنيسة وتحديد دور العلمانيين فيها. وطبعت تلك المرحلة الاعتراف بفرنسا كأول دولة حديثة تعترف بها الكنيسة، وأُطلق عليها لقب «الابنة الكبرى للكنيسة»؛ وقد تم الاعتراف بكلوفيس الأول ملك الفرنجة، من قبل البابوية باعتباره حامي مصالح روما. وتبعًا لذلك، حمل ملوك فرنسا لقب ملك المسيحية (باللاتينية: Rex Christianissimus).
إن مشاكل المسيحية الغربية في تلك الفترة تمثلت بالكوارث الطبيعية والفقر المدقع الذي كان يعيش به السكان في ظل نظام إقطاعي شديد، إلى جانب انتشار الأمية، كذلك النزاعات المستمرة التي تحولت إلى حروب بين الإمبراطورية الرومانية المقدسة والبابوات، إلى جانب حرب الأيقونات التي اندلعت سنة 726 والتي انعقد في إثرها مجمع نيقية الثاني سنة 787، بطلب من الإمبراطورة إيريني وأقر المجمع إعادة الأيقونات إلى الكنائس بعد أن كان الإمبراطور ليون الثالث قد أصدر مرسوم تحطيمها. في حين عرفت الكنائس المسيحية الشرقية ازدهار فارتبطت بعض الكنائس المسيحية الشرقية في السياسية، فمثلًا حصلت كل من السلالة السليمانية في إثيوبيا وأسرة بجرتيوني في جورجيا على الشرعية من كنيسة التوحيد الأرثوذكسية الإثيوبية والكنيسة الجورجية الرسولية الأرثوذكسية، باعتبارهم من سلالة الملك داود وسليمان، أرتبطت الكنيسة والدولة ارتباطًا وثيقًا في كل من إثيوبيا وجورجيا.

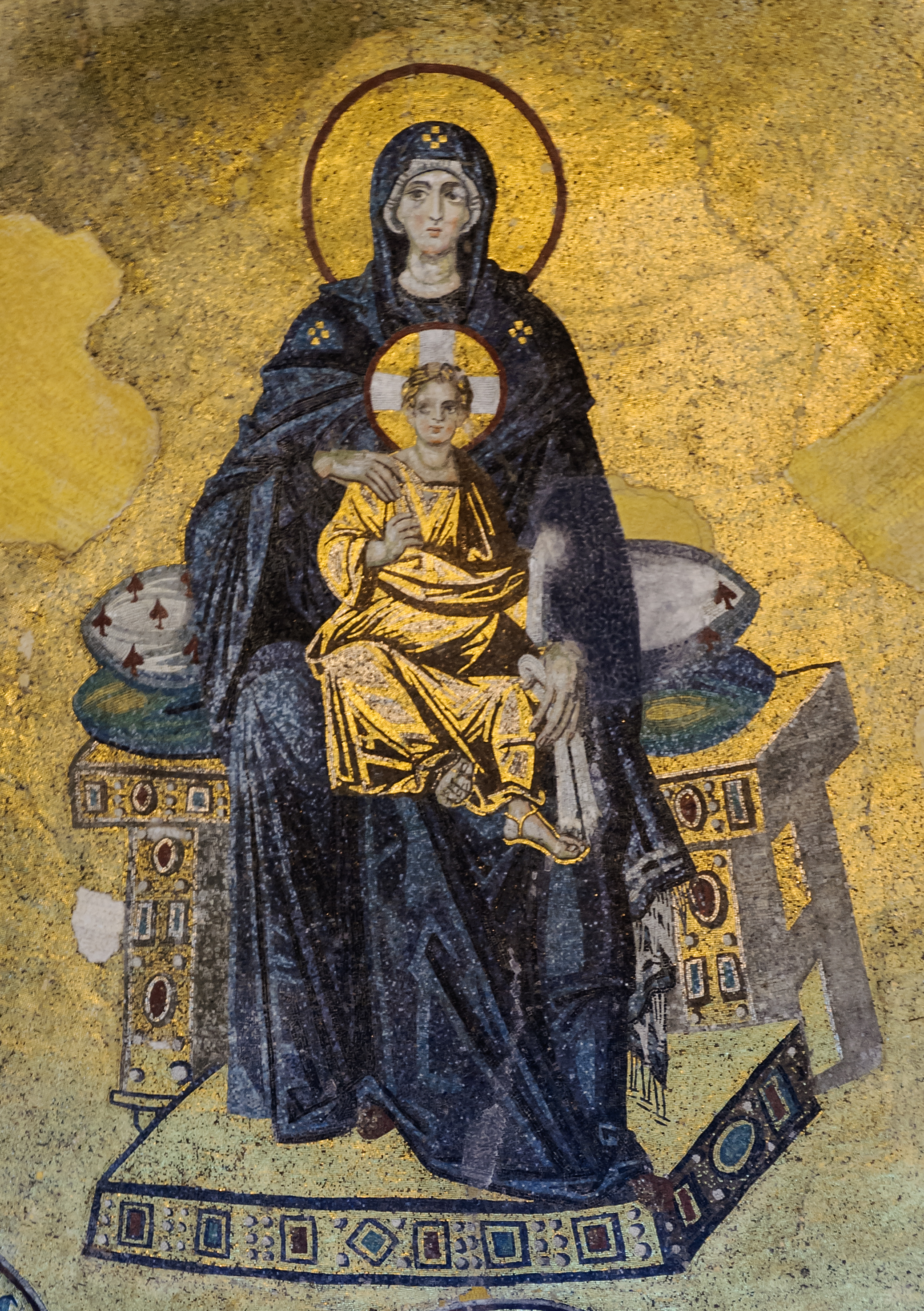
فسيفساء كرسي الحكمة في آيا صوفيا باسطنبول، الكاتدرائية السابقة كانت مركز الحياة الدينية في الإمبراطورية البيزنطية.

### العصر الذهبي البيزنطي وتنصير الشعوب السلافية
عاشت الإمبراطورية البيزنطية عصرها الذهبي خاصًة تحت حكم الأسرة المقدونية حيث دعي عصرهم بعصر النهضة المقدونية ففي عهدهم مرت الإمبراطورية البيزنطية نهضة ثقافية وعلمية وكانت القسطنطينية في عهدهم المدينة الرائدة في العالم المسيحي من حيث الحجم والثراء والثقافة. فقد كان هناك نمو كبير في مجال التعليم والتعلم ممثلة بجامعة القسطنطينية ومكتبة القسطنطينية وجرى الحفاظ على النصوص القديمة وإعادة نسخها. كما ازدهر الفن البيزنطي وانتشرت الفسيفساء الرائعة في تزيين العديد من الكنائس الجديدة، وفي عصر الكومنينيون تجدد الاهتمام بالفلسفة الإغريقية الكلاسيكية، بالإضافة إلى تزايد الناتج الأدبي باليونانية العامية. احتل الأدب والفن البيزنطيان مكانة بارزة في أوروبا، حيث كان التأثير الثقافي للفن البيزنطي على الغرب خلال هذه الفترة هائلًا وذو أهمية طويلة الأمد.

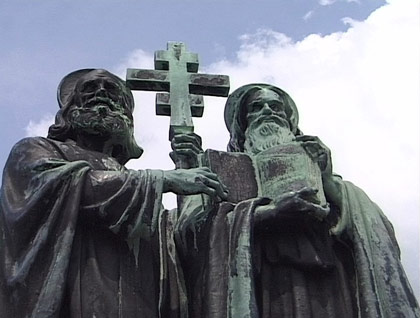
كيرلس وميثوديوس، بفضل تأثيرهما الكبير في التطور الديني والثقافي للشعوب السلافية عامة دعيا بلقب رسل السلافيين.

شمل العهد المقدوني أحداثًا ذات أهمية دينية. كان تنصير الشعوب السلافية مثل البلغار والصرب والروس إلى المسيحية الأرثوذكسية بصفة دائمة قد غير الخريطة الدينية لأوروبا ولا يزال صداه حتى يومنا هذا. قام كيرلس وميثوديوس وهما أخوان يونانيان بيزنطيان من ثيسالونيكي قد ساهما بشكل كبير جدًا في تنصير السلافيين والعملية التي طورت الأبجدية الغلاغوليتية، والتي هي سابقة كيريلية. وصلت العلاقات بين التقاليد الغربية والشرقية ضمن الكنيسة المسيحية في 1054 أزمة نهائية، وعرفت باسم الانشقاق العظيم. رغم وجود إعلان رسمي بالفصل المؤسساتي، إلا أنه وفي 16 يوليو، عندما دخل ثلاثة مفوضين بابويين حاجيا صوفيا خلال طقس القربان المقدس الإلهي بعد ظهر يوم سبت ووضعوا ثور الحرمان على المذبح،  كان الانشقاق العظيم نتيجة عقود من الانفصال التدريجي.
في عام 988 دخلت المسيحية بلاد روس وانتشرت وفق المذهب الأرثوذكسي، حيث اعتنق الأمير فلاديمير الأول المسيحية، وكان السلاف الشرقيون في ذلك الوقت يعبدون القوى الطبيعية. ولكن فلاديمير جعل المسيحية الدين الرسمي للدولة، ومن ثم اعتنقها الكثير من أهل دولته. وقد أصبح فلاديمير فيما بعد قديسًا للكنيسة الأرثوذكسية الروسية، وأصبحت الأخيرة والدولة مرتبطة دائمًا ارتباطًا وثيقًا. اعتبر الروس الأرثوذكس موسكو بأنها روما الثالثة بعد القسطنطينية روما الثانية وبأنها آخر حصن للعقيدة الأرثوذكسية الحقة، وهكذا في عام 1589 نال رئيس الكنيسة الروسية لقب بطريرك واضعًا نفسه بمرتبة بطاركة القسطنطينية، الإسكندرية، أنطاكية وأورشليم.

### الانشقاق العظيم

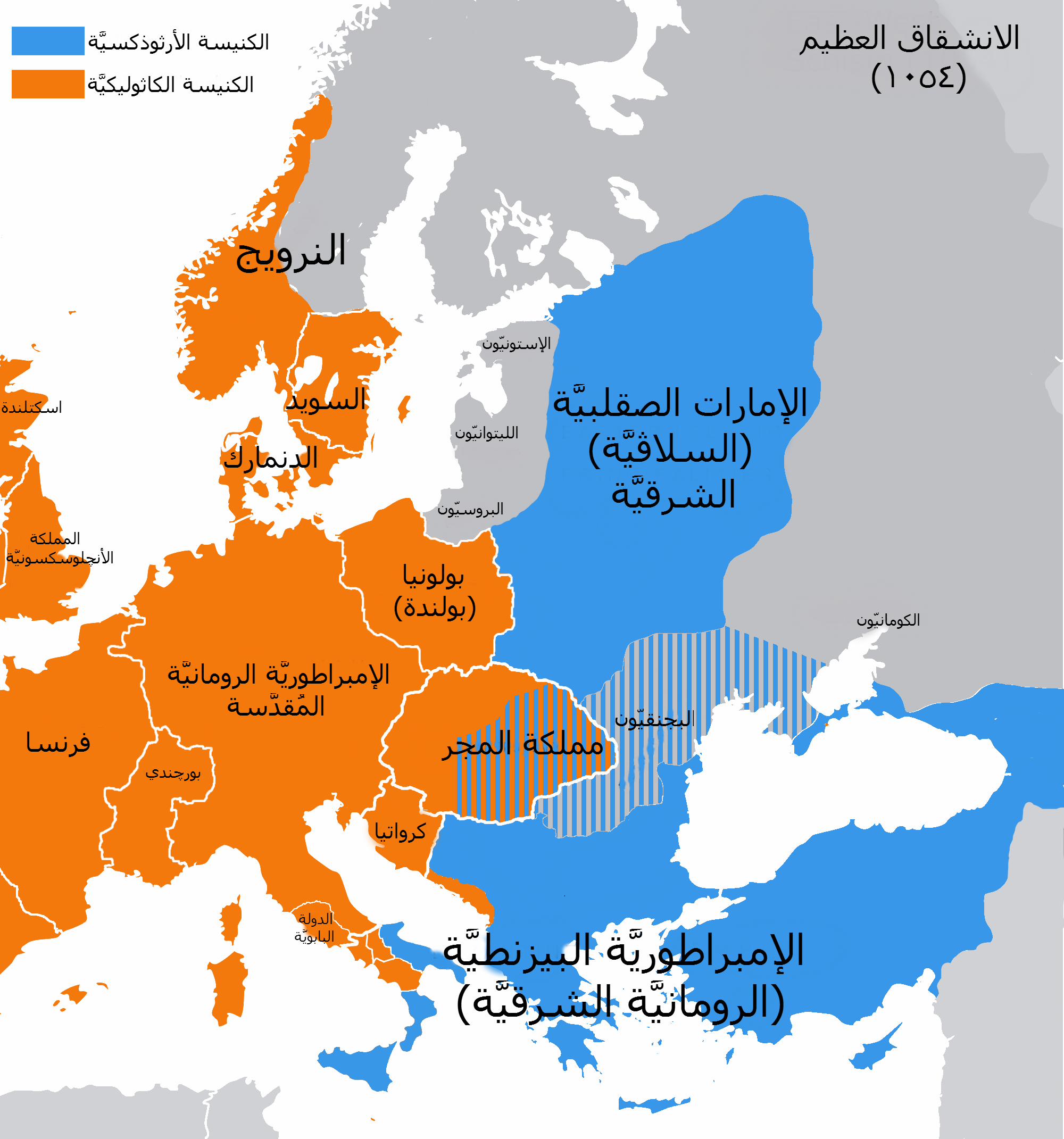
خارطة تُظهر انقسام الدول والأمم بين الكنيستين الشرقيَّة والغربيَّة سنة 1054، كما وتظهر فيها حدود تلك الدول السابقة.

تلا ذلك في العام 800 تتويج البابا ليون الثالث بتتويج شارلمان إمبراطورًا للإمبراطورية الرومانية المقدسة مفتتحًا بذلك عهدًا جديدًا من العلاقات بين الإمبراطورية والكرسي الرسولي؛ ولم تنته مرحلة الانشقاقات الكنسية إذ وقع عام 1054 الانشقاق العظيم عندما أعلنت بطريركية القسطنطينية انفصالها عن روما في أعقاب وفاة البابا ليون التاسع، في عام 1054 وبعد قرون من العلاقات المتوترة، وقع الانشقاق العظيم وقسم العالم المسيحي بين الكنيسة الكاثوليكية وتركزت في روما وسادت في الغرب، والكنيسة الأرثوذكسية الشرقية، والتي تركزت في القسطنطينية، عاصمة الإمبراطورية البيزنطية. وكان نظام الحكم في القسطنطينية مركز الأرثوذكسية الشرقية، نظام ثنائي في قيادة الكنيسة بين الاباطرة البيزنطيين وبين البطاركة، فوظيفة الإمبراطور البيزنطي حماية الكنيسة الشرقية وإدارة إدارتها بواسطة ترأس المجامع المسكونية وتعيين البطاركة وتحديد الحدود الإقليمية لولايتها. ولا يستطيع بطريرك القسطنطينية أن تولي منصبه إذا لم يحصل على موافقة الإمبراطور. وقد عارض بشدة عدد من آباء الكنيسة الشرقيين مثل يوحنا ذهبي الفم بطريرك القسطنطينية وأثناسيوس بطريرك الإسكندرية، سيطرة الأباطرة البيزنطيين على الكنيسة الشرقية.
إن هذه الانقسامات وإن كانت ذات بعد ديني لكن لا تغيب عنها الدوافع السياسية والاقتصادية:
| تاريخ المسيحية | إن الدعوات الفكرية التي انطلقت بدءًا من القرن الرابع، والتي اكتسبت طابعًا شعبيًا مريبًا، ليست مجرد أفكار مدرسية للترف الفكري، بل تحوي الأسباب السياسية والاقتصادية والاجتماعية المحركة لتلك الجماهير؛ لقد تفرد البيزنطيون بالسلطة وأرهقوا الشعب بالضرائب ولم يراعوا مشاعر سكان البلاد وتطلعاتهم، وكانوا أكثر تسامحًا مع الوثنيين من المسيحيين الآخرين، وفي جو كهذا يكون الجدل الديني هو المتنفس الوحيد والطبيعي للمثقفين في سبيل معارضة السلطة. لقد كانت هذه الأفكار الفلسفية الماورائية حول طبيعة المسيح، وطرق تعامل الشعب معها، ردة فعل قومية ضد السيطرة البيزنطية وقد ارتدت قناعًا من أيدلوجية العصر أي الدين. | تاريخ المسيحية |

## عصر الإيمان وعصر النهضة (1054إلى1492)؛ (1492إلى1633)

### المسيحية في العالم الإسلامي

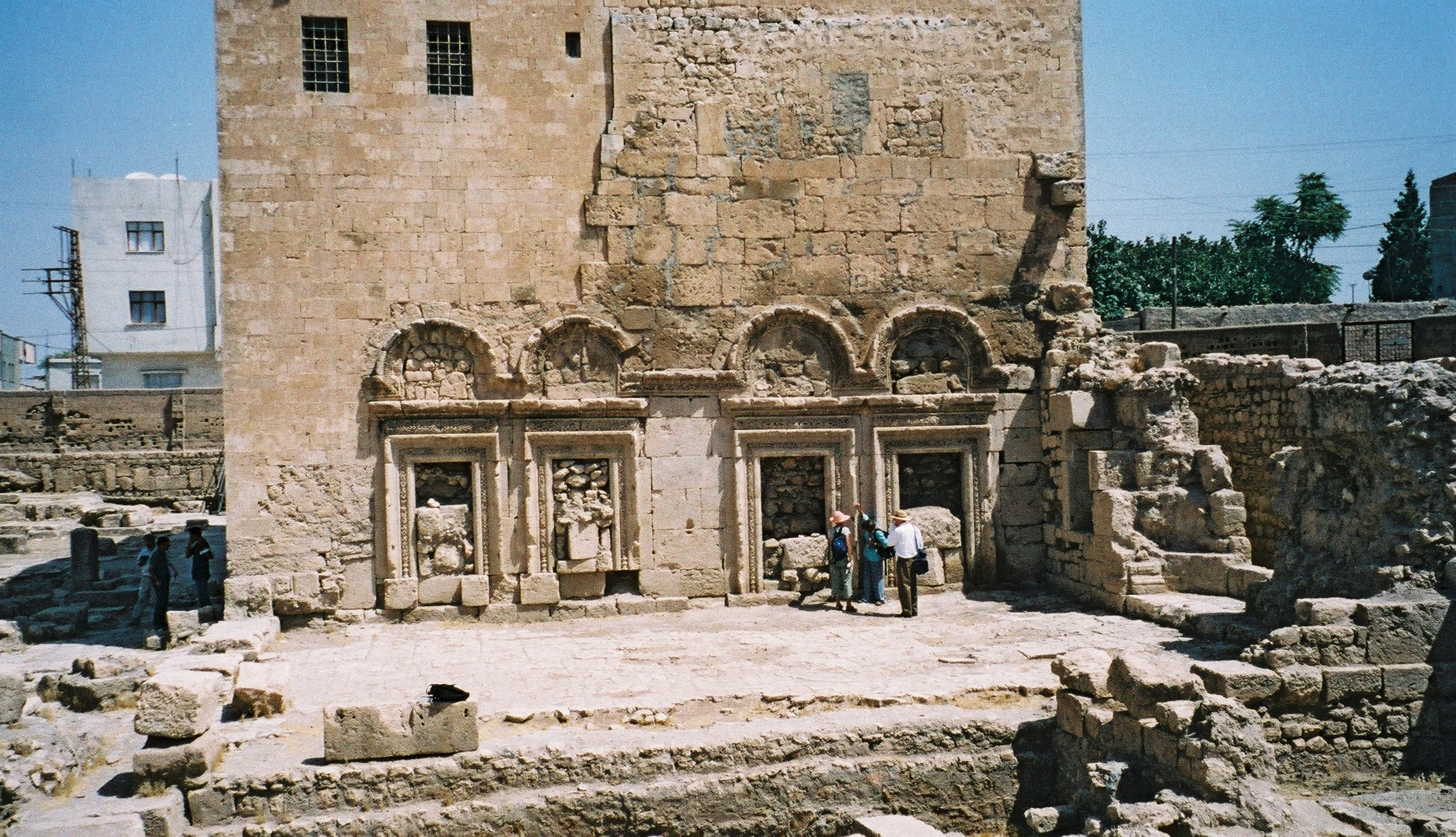
أنقاض كنيسة مار يعقوب في نصيبين، أصبحت نصيبين ومدرستها بعد مجمع أفسس ملجأ للمتعاطفين مع نسطور.

رغم الانشقاق بين روما والقسطنطينية إلا أن زعامة العالم المسيحي استقرت بيد روما، فالإمبراطورية البيزنطية كانت تكفيها المشاكل الدائمة مع الدولة العباسية، والمسيحيون في سوريا ومصر كانوا يعانون من اضطهادات بعض الخلفاء الشديدة أمثال المتوكل على الله العباسي والحاكم بأمر الله الفاطمي، كذلك فإن الركود الفكري الذي ترافق مع تراجع الوضع الاقتصادي ونمو التعصب الديني عقب عهد المأمون جعل أي تجديد علمي في الدولة العباسية سواء للمسيحيين أو للمسلمين صعبًا، ومع ذلك فقد برز السريان والنساطرة في الترجمة، والعلوم، والفلك والطب فاعتمد عليهم الخلفاء. وكان معظم المترجمين في بيت الحكمة من المسيحيين، ومن أبرز العلماء والأطباء في تلك الفترة أسرة بختيشوع الذين خدموا كأطباء للخلفاء العباسيين، يوحنا بن ماسويه مدير مشفى دمشق خلال خلافة هارون الرشيد، حنين بن إسحاق المسؤول عن بيت الحكمة وديوان الترجمة وابنه إسحاق بن حنين، وحبيش بن الأعسم وغيرهم. وأصبحت بغداد عند إنشأها مركزاً لكنيسة المشرق وكان بطاركتها غالباً ما ينادمون الخلفاء العباسيون. عرفت كنيسة المشرق أو كنيسة فارس والكنيسة النسطورية والتي نشأت ضمن الإمبراطورية الساسانية ازدهاراً وانتشاراً إذ انتشرت في معظم أنحاء آسيا. وصلت أوج قوتها بين القرنين التاسع والرابع عشر حيث كانت حينئذ أكبر كنيسة انتشاراً جغرافياً ممتدةً من مصر إلى البحر الأصفر شرقًا كما شملت بالإضافة إلى السريان المشارقة الذين احتفظوا بالبطريركية تقليدياً الملايين من الفرس والترك والمغول والهنود والصينيون. غير أن فترة الازدهار هذه بدأت بالانحسار بوهن الدولة العباسية وانتهت بسقوط بغداد سنة 1258 وسيطرة القبائل المنغولية والتركية على المنطقة.
بعد فتح الأندلس بقي قسمٌ كبيرٌ من أهالي الأندلس القُوط على المسيحيَّة، فكفلت لهم الدولة الحُريَّة الدينيَّة لقاء الجزية السنويَّة. وقد تمتَّع نصارى الأندلُس زمن الإمارة الأُمويَّة بحقوقٍ وامتيازاتٍ لم يحصلوا عليها خِلال العهد القوطي، من ذلك أن المُسلمين سمحوا لهم بالحفاظ على مُمتلكاتهم الدينيَّة كالكنائس ومُمتلكاتها، والأديرة وغيرها، وعلى مُمتلكاتهم الخاصَّة مثل الأموال والعقارات المُختلفة كالمساكن، والمحلَّات التجاريَّة، والأراضي الزراعيَّة. وعلى الرُغم من التمازج والعيش السلمي بين المُسلمين والمسيحيين في الأندلُس، فإنَّ بعض الثورات الطائفيَّة أو المصبوغة بصبغةٍ طائفيَّة قد وقعت بين الحين والآخر لِأسبابٍ مُختلفة، منها ثورة عُمر بن حفصون المُعارض لِسُلطة الدولة الأُمويَّة، وقد استمرَّت 49 سنة (267هـ - 316هـ)، وقضيَّة شُهداء قُرطُبة المُثيرة للجدل.

### نزاع التنصيب
خلال القرون الوسطى كانت القوى المؤثرة على الصعيد السياسي في المجتمع الغربي هي: النبلاء ورجال الدين والملوك، وقد نتج عن ذلك صراع في بعض الأحيان بينهم. وكانت سلطة الباباوت قوية بما يكفي لتحدي سلطة الملوك. ولعلّ نزاع التنصيب أهم صراع بين الكنيسة والدولة في أوروبا خلال القرون الوسطى. فقد شهدت تلك الفترة جدالاً مستمرًا بين البابوات المتعاقبين وأباطرة الإمبراطورية الرومانية المقدسة الألمان حول زعامة العالم المسيحي، إذ تحدت مجموعة من الباباوات سلطة الملكيات في السيطرة على التعيينات لمسؤولين عن الكنائس مثل الأساقفة ورؤساء الأديرة. ظهر ذلك خصوصًا في عهد الإمبراطور أوتو، رغم أن البابوات قد توجوا شخصيًا عددًا من الأباطرة؛ غير أن هذه العلاقة الغير مستقرة لم تتأزم لتصل إلى حالة الحرب أو نزع الاعتراف المتبادل بين الكيانيين. يمكن القول أن ذروتها بلغت حين أقدم الإمبراطور أوتو على خلع البابا يوحنا الثاني عشر وخليفته بندكت الخامس، وتلاه خنق الإمبراطور كريستينوس للبابا بندكت السادس عام 974؛ تبعه خلاف الإمبراطور فريدريك الثاني، والذي كان مقره في جزيرة صقلية، مع البابوات فقد واجه توتر وخصومة ومنافسة مع البابوية وذلك من أجل السيطرة على شمال إيطاليا. وكانت من بين أسباب فترة بابوية أفينيون خلال الأعوام 1305 حتى 1378 الصراع بين البابوية والتاج الفرنسي.

### الانقسام الغربي

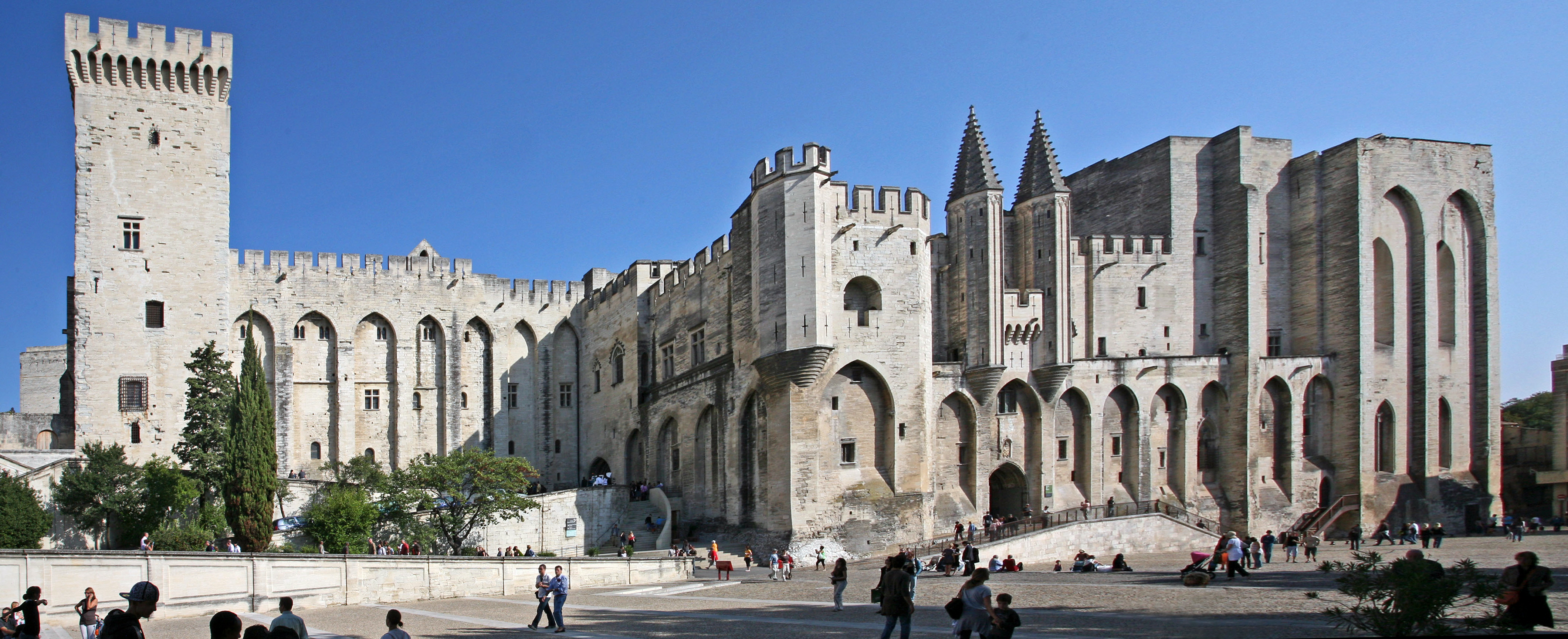
مقر إقامة البابا في أفنيغون بفرنسا، وقد أتبعت لاحقًا بالولايات البابوية.

بدءًا من العام 1305 وحتى عام 1417 اتخذ قسم من البابوات أفنيغون في جنوب فرنسا مقرًا لهم في حين ظل القسم الآخر في روما، وتعترف الكنيسة الكاثوليكية اليوم بشرعية كلا البابوين خلال تلك الفترة، بيد أن بابوات روما كانوا فعليًا تحت سيطرة الأباطرة الرومانيين، ما أدى إلى إضعاف موقعهم. كذلك الحال بالنسبة للولايات البابوية، فعلى الرغم من أن الكيان لم يتم احتلاله وإتباعه للإمبراطورية الرومانية المقدسة، إلا أنّه قد أصبح بحكم الأمر الواقع تابعًا لها. تزامن ذلك مع انتشار الفقر والفوضى واستبداد حكم الإقطاع المحلي. شهدت تلك الفترة عدة محاولات لتحسين الأوضاع، غير أنها عمومًا كانت ذات أثر محدود. أبرز المحاولات الإصلاحية صدور المدونة القانونية أو دستور الخاص بالولايات البابوية (باللاتينية: Sanctæ Constitutiones Matris Ecclesiæ) عام 1357، وظل العمل بهذا الدستور ساريًا حتى استبداله العام 1816. وبالتالي تكون الفاتيكان من أوائل دول العالم التي وضعت دستور منظم لحياتها السياسية والاجتماعية.
حاول بعض بابوات أفنيغون العودة إلى روما، منهم البابا أوربان الخامس عام 1367 لكن عملية إعادة الوحدة لم تكن قد نضجت بعد، فاضطر البابا إلى العودة إلى فرنسا عام 1370 واستقر مجددًا في أفنيغون التي كانت قد أعلنت جزءًا من الولايات البابوية، وقد ظلت تابعة لها حتى بعد عودة البابا إلى روما، ولم تعد لحكم الدولة الفرنسية إلا في أعقاب الثورة الفرنسية عام 1789.
بدءًا من عام 1378 تعددت محاولات السيطرة على الكرسي البابوي بين الأباطرة والطامعين في الحصول على الكرسي الرسولي، يطلق على هذه الفترة من تاريخ الفاتيكان عمومًا اسم «الجدل الكبير» الذي حُلّ أخيرًا عام 1417، من خلال مجمع كونستانس والذي انتخب في أعقابه البابا مارتن الخامس حبرًا للكنيسة الكاثوليكية جمعاء، منهيًا بذلك حوالي قرن من الانشقاق.

### الحروب الصليبية

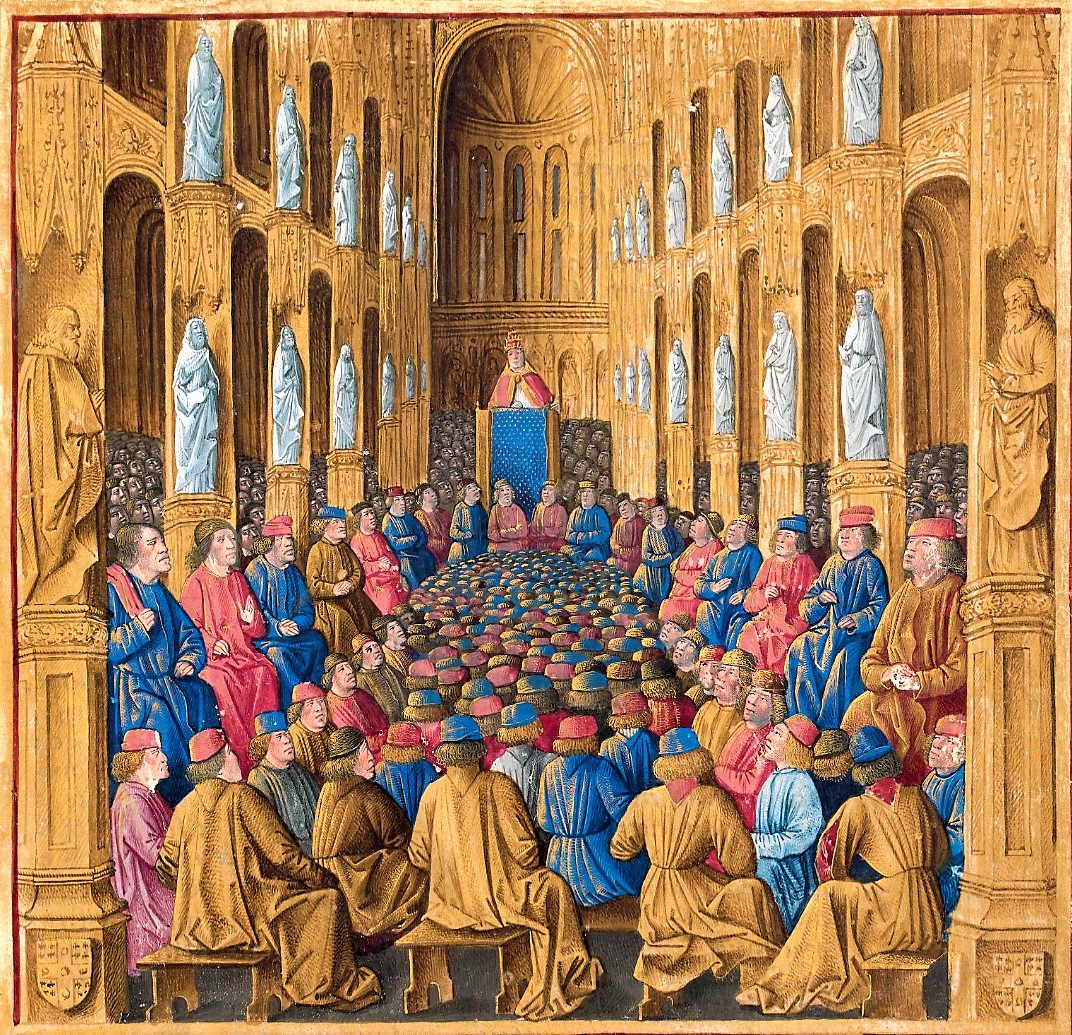
رسم يعود للقرن الخامس عشر يمثل البابا أوربان الثاني وهو يخطب بالحشد المجتمع في كليرمونت.

ظهر الكاثار في أوروبا في منطقة لانغيدوك بفرنسا في القرن الحادي عشر وهذا ما يظهر عند ظهور الاسم لأول مرة. كان يُعرف الملتحقين أحيانًا باسم ألبَجْنَسِيُّون أو الألبيجيون، تيمناً بمدينة ألبي الواقعة في جنوب فرنسا حيث بدأت الحركة فيها بالبداية. وانتعشت لاحقاً في بعض مناطق أوروبا الجنوبية، ولا سيما ما هو الآن شمال إيطاليا وجنوب فرنسا، بين القرنين الثاني عشر والرابع عشر. كان يُعرف الأتباع باسم الكاثار وآمنوا بالتقمص أو تناسخ الآرواح. شجبت الكنيسة الكاثوليكية الممارسات لكاثاريّة، وقد اعتبرتها الكنيسة الرومانية الكاثوليكية آنذاك أنها طائفة خارجة عن الدين المسيحي. ومنذ بداية عهده، حاول البابا إينوسنت الثالث إنهاء الحركة الكاثارية عن طريق إرسال المبشرين وإقناع السلطات المحلية بالعمل ضدهم. في عام 1208 قُتل المندوب البابوي بيير دي كاستيلنو في إينوس أثناء عودته إلى روما بعد إعلانه الحرمان الكنسي للكونت ريمون السادس من تولوز، والذي كان في نظره متساهلاً للغاية مع الكاثار. وثم تخلى البابا إينوسنت الثالث عن خيار إرسال المبشرين والحقوقيين الكاثوليك، وأُعلن عن بيير دي كاستيلنو شهيدًا وقام بأطلاق الحملة الصليبية على الكثار والتي قضت على الحركة الكاثارية بشكل نهائي.
ولم تكن سلطة كنيسة القرون الوسطى دينية فقط بل دنيوية أيضًا، تمثلت بالدولة البابوية التي ثبتت أركانها في القرن الحادي عشر؛ وتمثلت أيضًا بالدور القيادي في السياسة الذي لعبه البابا كوسيط بين مختلف ملوك أوروبا، إن قوة الكنسية السياسية، فضلاً عن وضع المسيحيين المتردي في الشرق، ورغبة أمراء أوروبا توسيع أملاكهم وثراوتهم والكف عن الاقتتال الداخلي، جعل المناخ ملائمًا لنشوء الحملات الصليبية التي دعا إليها البابا أوربانوس الثاني سنة 1094 خلال مجمع كليرمونت جنوب فرنسا، وانطلقت في إثره الحملة الصليبية الأولى التي استطاعت احتلال الساحل السوري إضافة إلى لبنان وفلسطين ومناطق من تركيا والأردن ومصر.
أما الحملة الصليبية الثانية كانت ردًا على سقوط الرها، والحملة الصليبية الثالثة كانت ردًا على سقوط القدس، أما الحملات التالية جميعًا فكانت ذات أثر محدود، فاحتلت الحملة الصليبية الرابعة القسطنطينية، واستطاعت الحملة الصليبية السادسة استعادة القدس زمنًا قليلاً، في حين توجهت سائر الحملات إلى مصر، لكنها لم تستطع المكوث فيها طويلاً؛ ولم تكن الحقبة الصليبية حقبة صراع دائم، فقد كانت أيضًا مرحلة تمازج ثقافي وانفتاح حضاري بين الشرق والغرب.
سقطت آخر أملاك الصليبين في المشرق بسقوط عكا سنة 1291 وبدأت حروب استعادة الأندلس، ولم تنته إلا بسقوط غرناطة سنة 1492، ولم تكن العلاقات مع الأندلس أيضًا علاقة حروب بشكل دائم، إذ تعرفت أوروبا ومثقفيها وهم جميعًا من الرهبان على الفلسفة اليونانية والرومانية ومؤلفات ابن رشد وابن خلدون وغيرهما عن طريق الأندلس، ما أدى إلى حركة تطور علمي نشطة قادتها الكنيسة:
| تاريخ المسيحية | إن الأساقفة ورؤساء الأديرة والرهبان بل البابا عينه لم يتردووا في التماسهم من الإغريقيين الوثنيين، ومن اليهود الذين قتلوا الله، ومن المسلمين غير المؤمنين، قطعًا من العناصر المعقدة الهائلة للمعرفة؛ ويسعنا الحديث دون أن مبالغة عن ثورة عملية قادتها الذهنية الكاثوليكية في القرن الحادي عشر. | تاريخ المسيحية |

### عصر النهضة

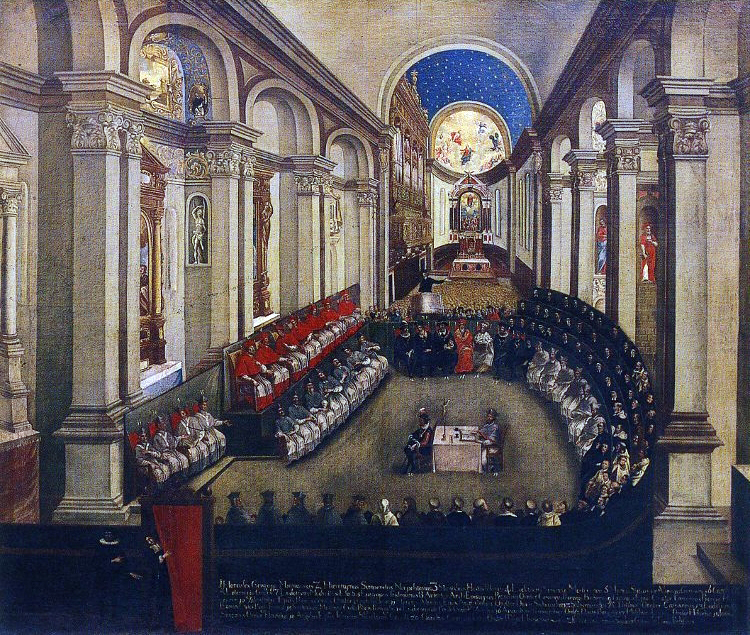
افتتاح مجمع ترنت في كاتدرائية "ماريا ميجوري"، أي مريم الكبرى.

سمي عصر النهضة بهذا الاسم لأنه كان «نهضة» من الأفكار التقليدية الكثيرة التي كانت قد دفنت منذ أمد بعيد في الفصول القديمة. يمكن للمرء أن يجادل بأن وقود هذه الولادة الجديدة كان إعادة اكتشاف النصوص القديمة التي كانت الحضارة الغربية قد «أضاعتها» تقريبًا، ولكن تم الحفاظ عليها في بعض المكتبات الرهبانية أو المكتبات الخاصة بالعائلات الحاكمة. معظم هذه المخطوطات كان إما في شبه الجزيرة الإيطالية أو في اليونان ونقلت إلى إيطاليا في القرون التي سبقت عصر النهضة من قبل الإيطاليين أنفسهم (من قبل التجار الذين سافروا بشكل منتظم إلى شرق البحر الأبيض المتوسط بما في ذلك اليونان) والروم البيزنطيين الذين فروا إلى إيطاليا هربًا من الزحف العثماني في القرن الخامس عشر وخاصة بعد سنة 1453 وسقوط القسطنطينية. هاجر هؤلاء البيزنطيون حاملين في بعض الأحيان مخطوطات ثمينة ومعارفهم (اليونانية واليونانية القديمة) وساهموا بشكل حاسم في النهضة الإيطالية أثناء تثبيت وجودهم في البلاد.
كما أن الثروات التي تدفقت على أوروبا من جراء نجاح الفتوح في إسبانيا ساهمت في تحسين الوضع الاقتصادي، كذلك الحال بعيد اكتشاف العالم الجديد سنة 1492 الذي افتتح معه عصر النهضة في أوروبا وعصر التبشير في أمريكا؛ وغالبًا ما كانت الحملات الاستكشافية تتم بمباركة الفاتيكان ما أدى إلى تدفق الذهب نحو إيطاليا، وتحولت بالتالي روما، فلورنسا وجنوا والبندقية إلى عواصم النهضة الأولى، التي سرعان ما عمّت أوروبا، وأخذت بشكل خاص طابع الجامعات والمدارس والمستشفيات والنوادي الثقافية؛ وتطورت تحت قيادة الكنيسة مختلف أنواع العلوم خصوصًا، الفلك، والرياضيات، والتأثيل، والفلسفة، والبلاغة، والطب، والتشريح، والفيزياء خصوصًا الأرسطوية (أي المنسوبة إلى أرسطو)، والفيزياء المكيانيكية خصوصًا أدوات الحرب، والكيمياء، والجغرافيا، والفلسفة، وعلوم النبات والحيوان، إلى جانب فن العمارة الذي بلغ شأوًا في عصر النهضة وتبدو كاتدرائيات تلك الحقبة وعلى رأسها كاتدرائية القديس بطرس وسائر مباني الفاتيكان خير مثال على ذلك، وقد بدء ببناء الفاتيكان سنة 1513، أيضًا نشط فن الرسم والنحت واحتكر الفاتيكان أغلب الفنانين: ليوناردو دافنشي، ميكيلانجيلو، رافائيل وغيرهم.

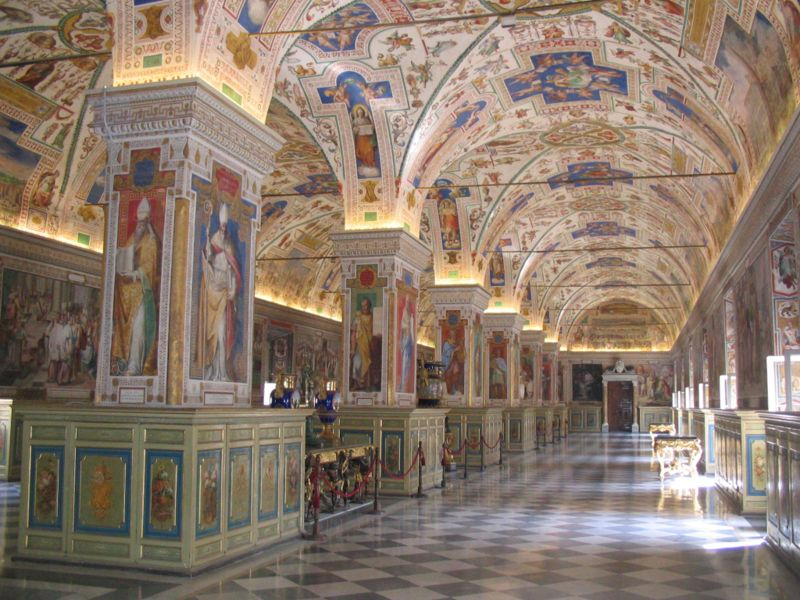
القاعة الرئيسية لمكتبة الفاتيكان، وهي إحدى أقدم وأكبر المكتبات في العالم وتحوي على مجموعة مخطوطات تاريخية مهمة.

أوائل الجامعات التي أرتبطت بالكنيسة الكاثوليكية بدأت كمدرسة كتدرائية أو مدرسة رهبانية ثم سرعان مإنفصلت مع زيادة عدد الطلاب ومن هذه الجامعات كانت جامعة بولونيا، جامعة باريس، جامعة أوكسفورد، جامعة مودينا، جامعة بلنسية، جامعة كامبردج، جامعة سالامانكا، جامعة مونبلييه، جامعة بادوفا، جامعة تولوز، جامعة نيو أورليانز، جامعة سيينا، وبدأت جامعة كويمبرا، وجامعة روما سابينزا وشغل نسبة كبيرة من رجال الدين والرهبان المسيحيين مناصب كأساتذة في هذه الجامعات، كان يتم التدريس فيها كافة المواضيع كعلم اللاهوت والفلسفة والقانون والطب والعلوم الطبيعية. وقد وضعت هذه الجامعات تحت رعاية الكنيسة الكاثوليكية عام 1229 على إثر وثيقة بابوية.
يذكر أنّ الجامعة كمؤسسة للتعليم العالي تعود أصولها إلى القرون الوسطى ويشير الباحثين إلى كون الجامعة ذات جذور مسيحية. فقبل قيامها رسميًا، عملت العديد من الجامعات في العصور الوسطى لمئات السنين كمدارس المسيحية ومدارس رهبانية، وعلّم فيها الرهبان والراهبات، كذلك تعتبر منح الشهادة الجامعية بعد إنهاء التعليم نتاج مسيحي. ويرى المؤرخ جيفري بلايني أن الجامعة أصبحت سمة مميزة للحضارة المسيحية.
أدّت الثروات المتدفقة على العالم المسيحي خلال عصر النهضة إلى سيطرة بعض العائلات ومعظمها إيطالية مثل آل ميديشي وآل بورجيا على الكرسي الرسولي، من بين هذه العائلات آل أورسيني، وآل ألدوربرانديني، وآل بورجيا، وآل باربريني، وآل بورغيسي، وآل ديلا روفيري، وآل شيجي، وآل دي مونتالتو، وآل كولونا، وآل بامفيلي، وآل فارنيزي وآل ميديشي. وحيث منح الكرسي الرسولي عددًا من العائلات لقب أمير، كعائلة فارينزي الموكولة حماية مفاتيح الكابيلا السيستينية خلال تواجد الكرادلة داخلها في حفل انتخاب البابا؛ هناك أيضًا عدد من العائلات التي حازت لقب أمير لكونهم مساعدي البابا، ولا تزال هذه العائلات كعائلتي كولونا وباليانو تقوم بمهامها حتى العصر الحالي؛ فضلاً عن أمراء أسرة تورولينا التي أوكلت لهم في لاسابق إدارة الشؤون المالية للكرسي الرسولي. تُؤرخ عصر النهضة البابوية من تاريخ البابوية بين الإنشقاق الغربي والإصلاح البروتستانتي من انتخاب البابا مارتن الخامس في مجمع كونستانس عام 1417 إلى عصر الإصلاح البروتستانتي، حيث كانت المسيحية الغربية خالية إلى حد كبير من الانقسام. وعُرفت البابوية في هذا العصر في إستقرار.
على صعيد الكنيسة العقائدي، تماشيًا مع التطور العلمي، تمت عقلنة الطقوس والعقائد المسيحية، وهكذا أصبحت نظرية أرسطو حول الجوهر والشكل أساس سر القربان الأقدس، وكان توما الإكويني، العالم اللاهوتي والفيلسوف، باب تنظيم العقائد المسيحية في ضوء الفلسفة، لذلك حتى المجمع الفاتيكاني الثاني في القرن العشرين قد استشهد به، وعقدت في الكنيسة حتى القرن الخامس عشر خمسة مجامع، انعقد أربعة منها في لاتران ودعووا المجمع اللاتراني، في حين انعقد الخامس في كونستانس واضعًا نهاية للانشقاق البابوي، وتابعت المنظمات الكبرى داخل الكنيسة في الظهور، فتأسست في القرن السادس عشر سائر الرهبنات الكبرى، الفرنسيسكانية والدومنيكانية، واليسوعية إضافة إلى رهبنة فرسان مالطة والقديس يوحنا الأورشليمي؛ لقد سيطرت هذه الرهبنات على عملية التقدم والتطوير في الكنيسة كذلك سيطرت على النخبة في ذلك العصر.

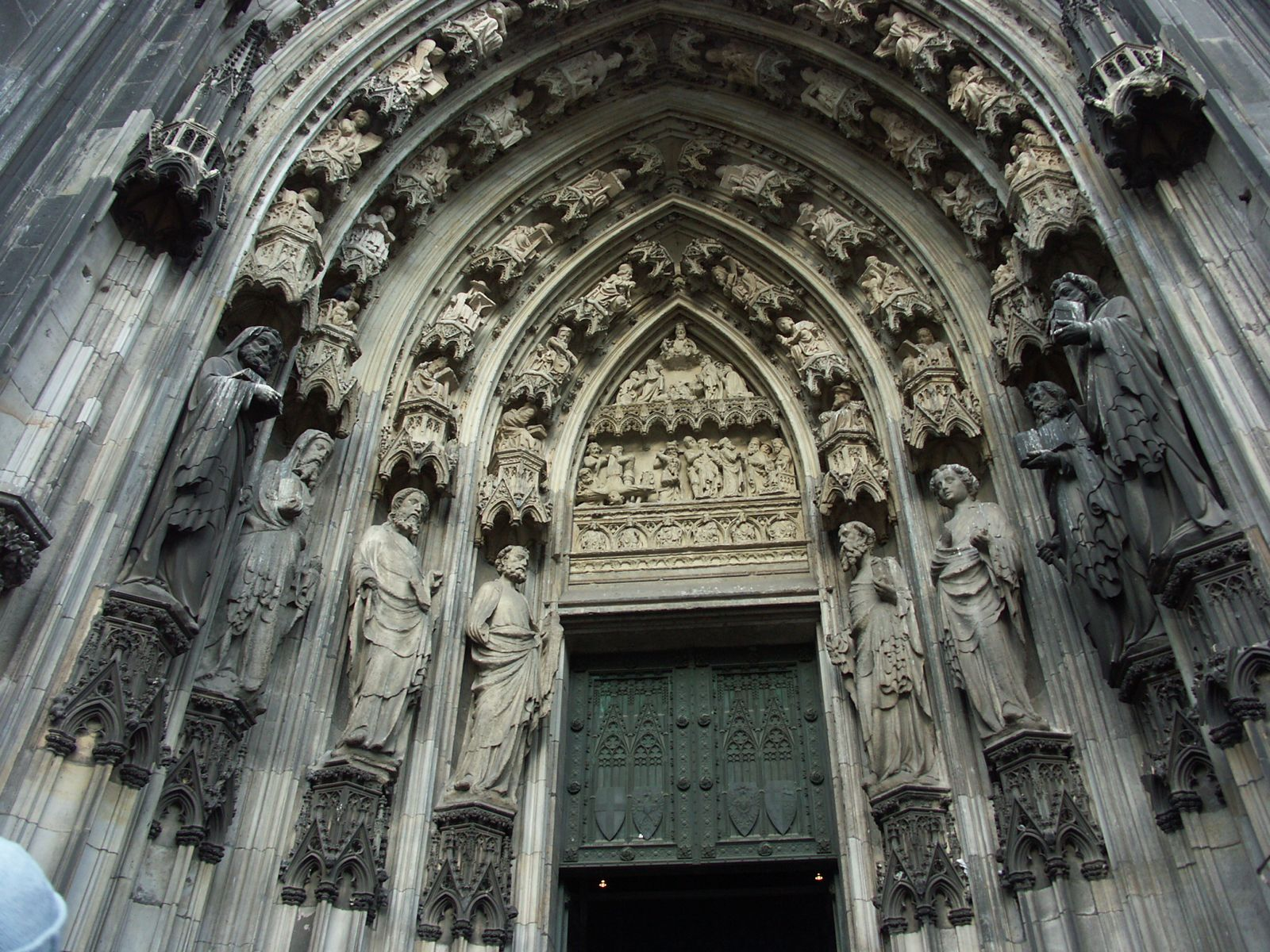
مدخل إحدى الكاتدرائيات القوطية من عصر النهضة.
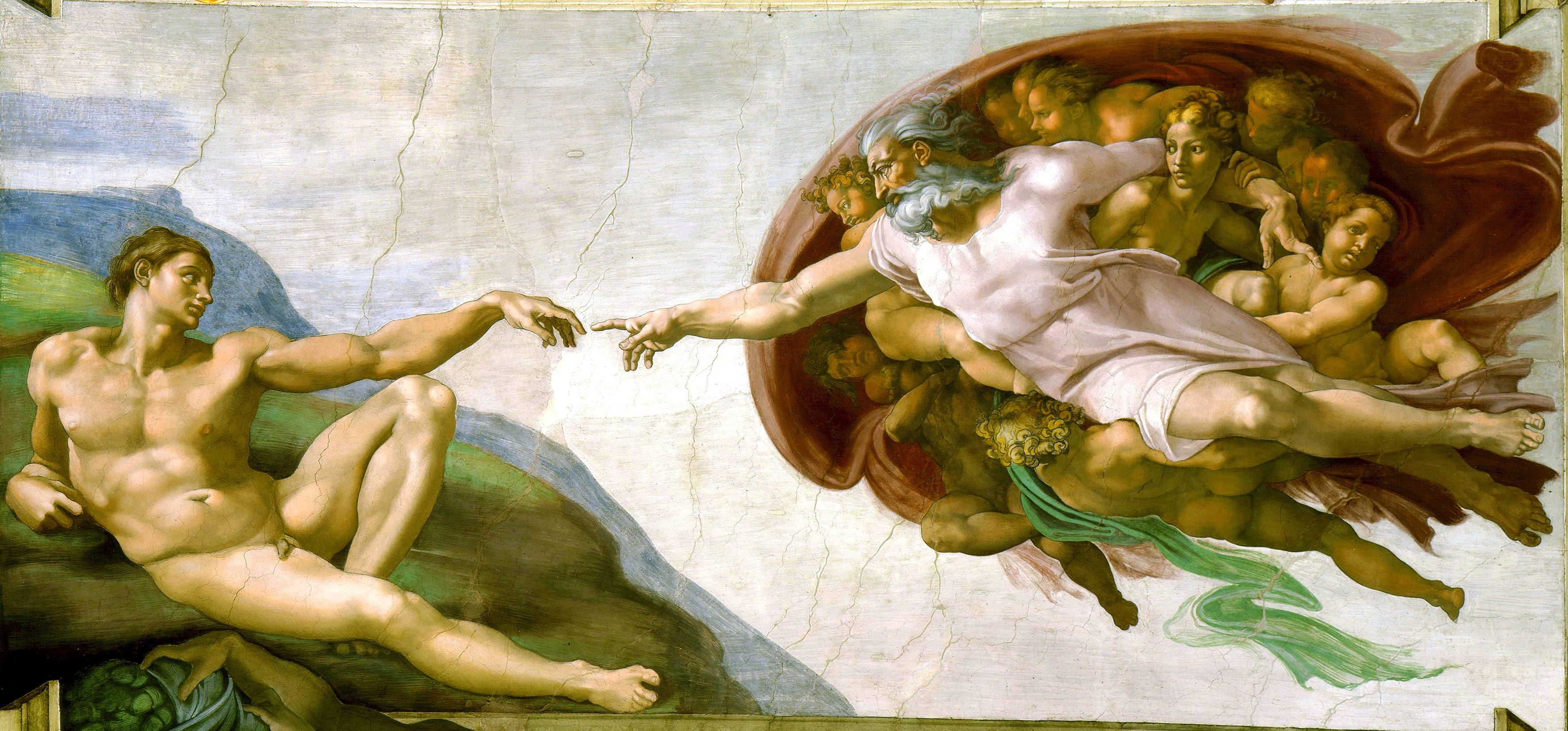
خلق آدم: أشهر أيقونات ميكيلانجيلو تزين سقف كنيسة سيستين في الفاتيكان.
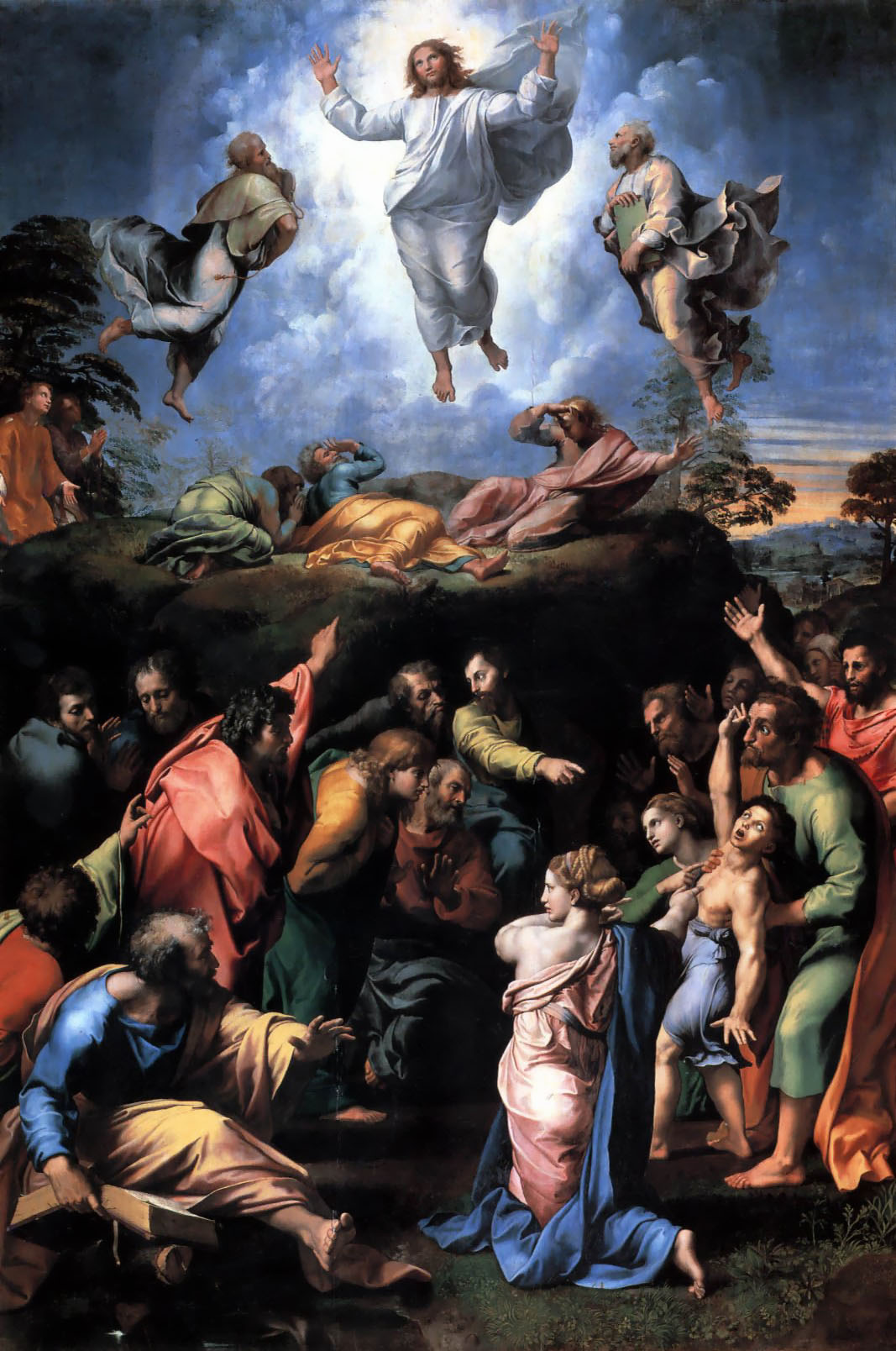
أيقونة التجلي لرافائيل: تعتبر منعطف في تاريخ الرسم في عصر النهضة.
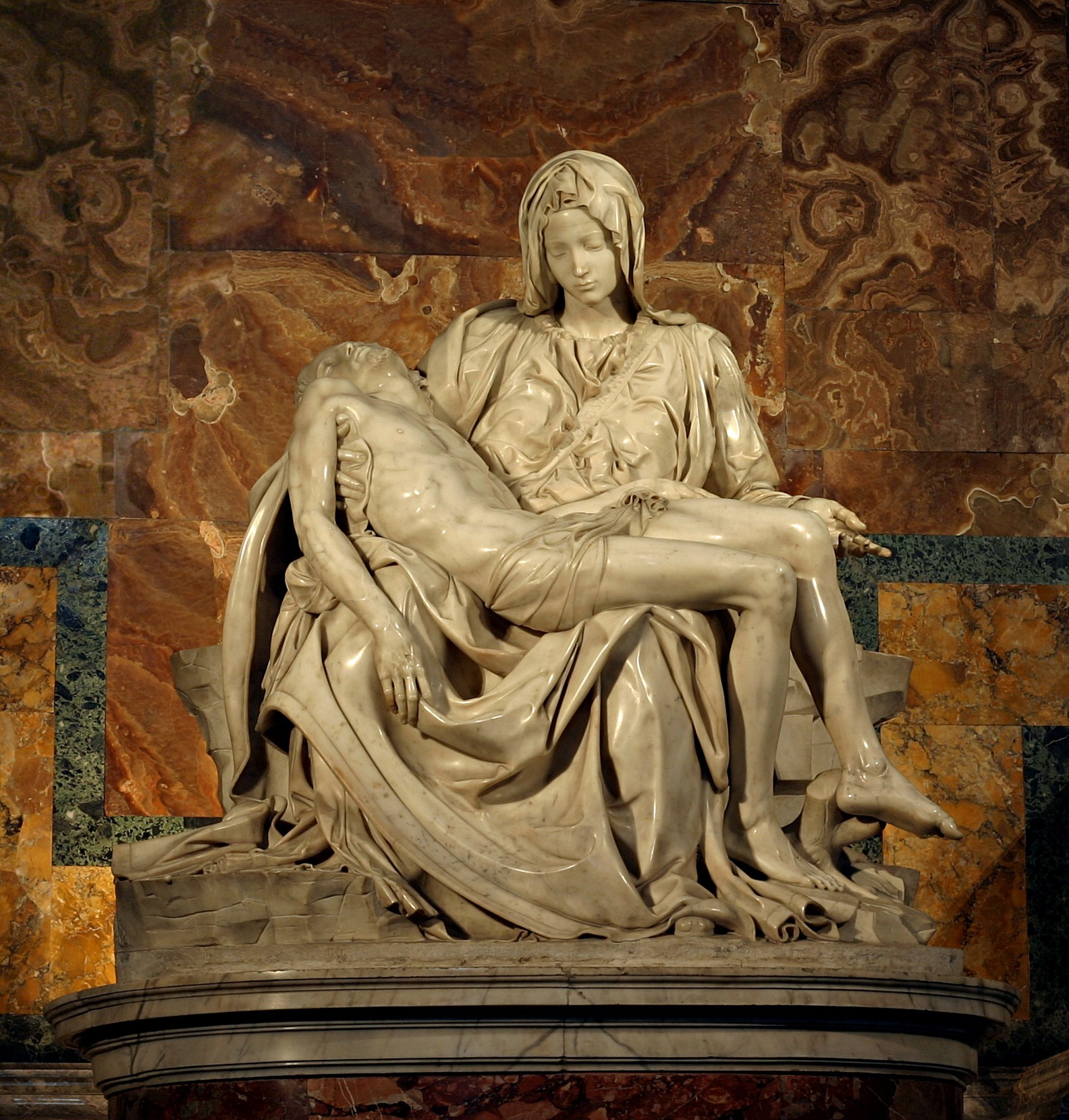
منحوتة بيتتا لميكيلانجيلو.
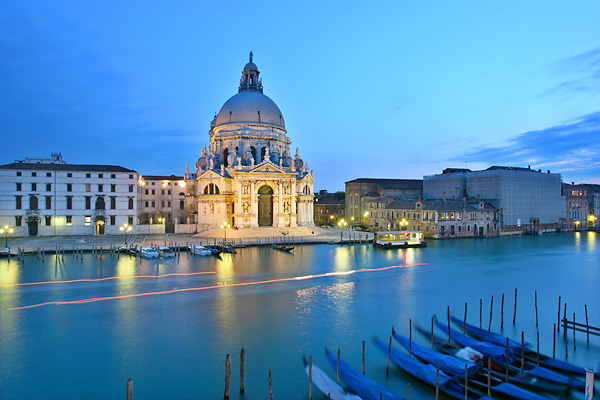
كنيسة تعود لعصر النهضة في البندقية؛ كانت الكنيسة الرومانية الكاثوليكية من أبرز رعاة وداعمين عصر النهضة.

### سقوط القسطنطنية

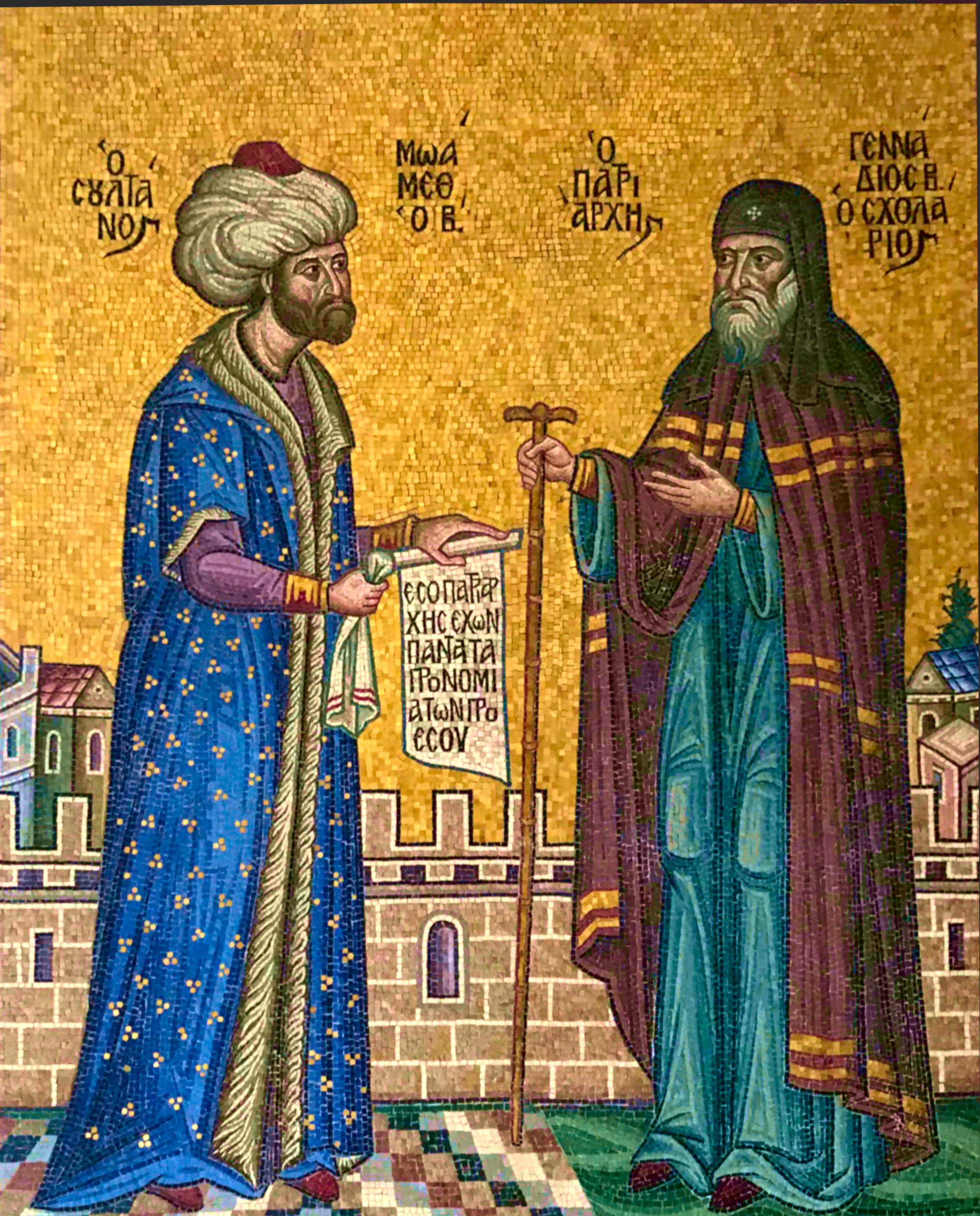
السلطان محمد الثاني مع البطريرك جورجيوس سكولاريوس بعد سقوط القسطنطينية.

على الرغم من هذا الازدهار فلم يكن العصر خاليًا مما يؤرق أوروبا: استطاعت الدولة العثمانية فتح القسطنطينية سنة 1453 وسقطت الإمبراطورية البيزنطية، على يد محمد الفاتح، وقبل سقوط المدينة كان الإمبراطور قسطنطين الحادي عشر قد استنجد بالدول الأوروبية فلم تنجده إلا بعض المدن الإيطالية، أما البابا نيقولا الخامس فقد أبدى استعداده لمساعدة الإمبراطور شرط أن تتحد الكنيستان الشرقية والغربية، ووافق قسطنطين الحادي عشر على المشروع، ولكنّ تعصّب الشعب حال دون تحقيق ذلك. وكان الإمبراطور البيزنطي واقعيًا عندما أقنعته المحنة أن الأخوّة والتعاون الكاثوليكي - الأرثوذكسي هو أحد الوسائل الأساسية لإنقاذ العاصمة من خاتمة مروعة، وأدرك أن الأسوار والسلسلة الحديدية الغليظة التي أغلقت مدخل القرن الذهبي، وعزيمة الرجال وحملة إنقاذ من أوروبا الغربية؛ هي التي يمكنها أن تدفع العثمانيين بعيدًا عن أسوار القسطنطينية، لذلك طلب النجدة من أوروبا على وجه السرعة، لكن الرد الأوروبي جاء متفاوتًا لصالح كل دولة. كما أن مشاركة أوروبا المسيحية في واجب الدفاع عن القسطنطينية كان لا يضارع على الإطلاق جيش العثمانيين المتفوق عددًا وعدة في تلك المعركة.
عقب سقوط القسطنطينية تحول ثقل الكنيسة الأرثوذكسية إلى روسيا؛ أخذت هجرة العُلماء الروم إلى إيطاليا وفرنسا، التي كانت قد بدأت سنة 799هـ المُوافقة لسنة 1397م، تزداد وتُثمر في إيطاليا، ونتج عنها الدعوة إلى إنقاذ اليونان القديمة، وكان ذلك من بواعث النهضة الحديثة في أوروپَّا. وكان المهاجرون البيزنطيين من النحاة والإنسانيين والشعراء والكتّاب والمهندسين المعماريين والأكاديميين والفنانين والفلاسفة والعلماء وعلماء الدين؛ قد جلبوا إلى أوروپَّا الآداب والمعارف والدراسات النحويَّة والعلميَّة اليونانية القديمة. وسمح العثمانيون لليهود والمسيحيين أن يمارسوا شعائرهم الدينية بحرية تحت حماية الدولة، وفقًا لما تنص عليه الشريعة الإسلامية، وبهذا فإن أهل الكتاب من غير المسلمين كانوا يعتبرون رعايا عثمانيين لكن دون أن يُطبق عليهم قانون الدولة، أي أحكام الشريعة الإسلامية، وفرض العثمانيون، كجميع الدول الإسلامية من قبلهم، الجزية على الرعايا غير المسلمين مقابل إعفائهم من الخدمة في الجيش. كانت الملّة الأرثوذكسية أكبر الملل غير الإسلامية في الدولة العثمانية، وقد انقسم أتباعها إلى عدّة كنائس أبرزها كنيسة الروم، والأرمن، والأقباط، والبلغار، والصرب، والسريان، وكانت هذه الكنائس تُطبق قانون جستنيان في مسائل الأحوال الشخصية. خصّ العثمانيون المسيحيين الأرثوذكس بعدد من الامتيازات في مجاليّ السياسة والتجارة، وكانت هذه في بعض الأحيان بسبب ولاء الأرثوذكسيين للدولة العثمانية.
ظهرت في القرن السابع عشر نفوذ يونان الفنار وهم أبناء عائلات يونانية أرستقراطية سكنت في حي الفنار في مدينة إسطنبول، وتعتبر المنطقة مركز بطريركية القسطنطينية المسكونية، أي مركز الأرثوذكسية الشرقية. كان لهذه العائلات نفوذ سياسي داخل الدولة العثمانية ونفوذ ديني في تعيين البطريرك، الزعيم المسيحي الأهم في الدولة العثمانية. كانت هذه العائلات يونانيّة فارتبطت بالحضارة الهلنستية والحضارة الغربية وشكلت الطبقة المتعلمة والمثقفة في الدولة العثمانية مما افسح لها نفوذ سياسي وثقافي. اشتغل أفراد هذه العائلات في التجارة والصيرفة وفي السياسة والتعليم، وانتمت الأغلبيّة منهم إلى عائلات من أصول النبلاء البيزنطيين. بالنسبة لأولئك الذين بقوا تحت نظام الملّة في الدولة العثمانية، كان الدين هو السمة المميزة للجماعات الوطنية من الملل المختلفة، وأطلق العثمانيين على جميع أعضاء الكنيسة الأرثوذكسية الشرقية، اسم «ملة الروم» (بالتركيَّة: millet-i Rûm) بغض النظر عن لغتهم أو أصلهم العرقي. وكان المتحدثين باللغة اليونانية هم المجموعة العرقية الوحيدة التي أطلقوا على أنفسهم اسم الروم، وعلى الأقل بين المتعلمين، اعتبروا أنَّ عرقهم من نسل الهيلينيين. وكان المسيحيين خاصةً من الأرمن واليونانيين عماد النخبة المثقفة والثرية في عهد الدولة العثمانية، وكانوا أكثر الجماعات الدينية تعليمًا، ولعبوا أدوارًا في تطوير العلم والتعليم واللغة والحياة الثقافية والاقتصادية.

### عصر الإصلاح وتبعاته

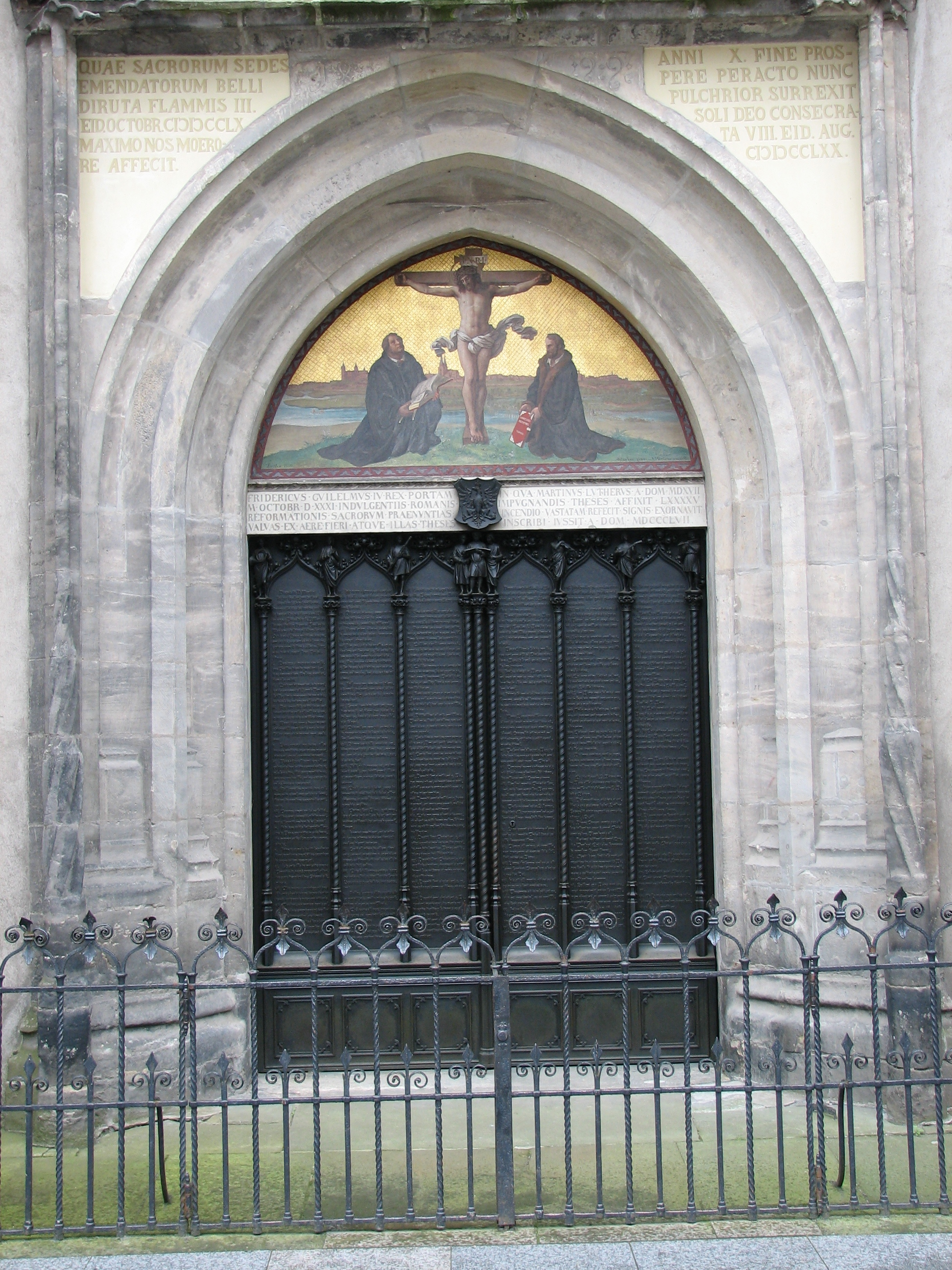
باب كنيسة جميع القديسين في فيتنبرغ، والتي علق لوثر على بابها القضايا الخمس والتسعون، في 31 أكتوبر 1517، والتي شكلت بداية الإصلاح.

كذلك فإن الثروات المتدفقة على الغرب أدت إلى انتشار الرشوة والفساد الأخلاقي في الكنيسة وإلى سيطرة بعض العائلات مثل آل ميديشي على الكرسي الرسولي، ما أدى إلى ظهور ما يشبه عوائل مالكة تحتفظ بالكرسي الرسولي، وغالبًا ما يشار إلى تلك الفترة بفساد ثلاثة بابوات: ألكسندر السادس وعشيقاته وفساد عائلته آل بورجيا، يوليوس الثاني وشبقه للحروب وليون الخامس وولعه في البناء، في سبيل ذلك استحدث صكوك الغفران(1)؛ ما أدى إلى نشوء حركة مارتن لوثر في ألمانيا، وهو الذي انشق عن الكنيسة الكاثوليكية مؤسسًا البروتستانتية، في عام 1517 قام مارتن لوثر بوضع قائمة بالاعتراضات على ممارسات الكنيسة الكاثوليكية وقد شرحها في 95 بندًا، فكانت تلك نقطة انطلاق الإصلاح بروتستانتي في أوروبا فانتشرت البروتستانتية في أوروبا الشمالية ما أدى إلى ظهور عدد من المصلحين كان أبرزهم جان كالفن مؤسس الكالفينية، التي تعتمد النظام المشيخي، يان هوس وتوماس مونزر وجون سميث مؤسس حركة المعمدانية التي ظهرت بتأثير حركة تجديدية العماد، في عام 1534 أعلن هنري الثامن ملك إنجلترا نفسه رئيس كنيسة إنجلترا وذلك بعدما رفض البابا ترخيص طلاقه من كاثرين أراغون، ما أدى إلى تأسيس الكنيسة الأنجليكانية التي تعتمد النظام الأسقفي. وفي عشرينيات القرن السادس عشر شجّع زوينجلي على القيام بإصلاحات أكثر تطرفًا من إصلاحات لوثر. وقد أثرت تعاليمه، بدرجة كبيرة في كل من إنجلترا وفرنسا وهولندا واسكتلندا، وعُرف أتباعه في إنجلترا باسم التطهيرية أو البيوريتانية وفي فرنسا باسم الهوغونوتيون. كما عمل جون نوكس على إدخال تعاليم كَالْفِن إلى اسكتلندا. يُذكر أنّ من الآثار المهمة للحركة الكالفينيّة والتطهرية ظهور برجوازية جديدة والرأسمالية، وبسبب تأكيدها على حرية الفرد، فالحرية الفردية وما رافقها من نجاح في مجال الصناعة، تُعرف هذه الأفكار باسم أخلاق العمل البروتستانتية. خلال عصر الإصلاح ظهرت حركة التوحيدية أو لاثالوثية في بولندا وترانسيلفانيا في أوروبا الوسطى من خلال تعاليم سرفيتوس وفاويستوس سوسينوس.
أدى انتشار البروتستانتية إلى انعقاد مجمع ترنت سنة 1545، وظهور ما عرف بالإصلاح المضاد أو الإصلاح الكاثوليكي الذي قامت عليه الرهبنة اليسوعية، تلاه سيطرة المحافظين على الكرسي الرسولي منذ وفاة البابا جول الثالث سنة 1555، ما أدى إلى تراجع دعم الكنيسة للعلوم، ومن ثم نشأت محاكم التفتيش (انظر الهامش)(2) في إيطاليا وكانت قد سبقتها في إسبانيا؛ شملت أهدافها الموريسكيون واليهود والبروتستانت. كما حاولت الكنيسة من خلالها فرض رقابة على الحركة العلمية، مما أدى إلى إدانة جاليليو جاليلي سنة 1633، الذي دافع عن نظرية مركزية الشمس، قائلاً أنها لا تعارض ما ورد في النصوص الدينية. وهي قضية تصفها الكنيسة اليوم بالمؤسفة، رغم أن الفكرة التي أدين جاليلي بسببها وهو مركزية الشمس كانت قد ظهرت أولاً على يد كوبرنيك واستقبلت بحفاوة في بلاط البابا بولس الثالث سنة 1543، ما يعكس تأثير الوضع السياسي على الكنيسة.

## الكنيسة حتى القرن العشرين (1633إلى1917)

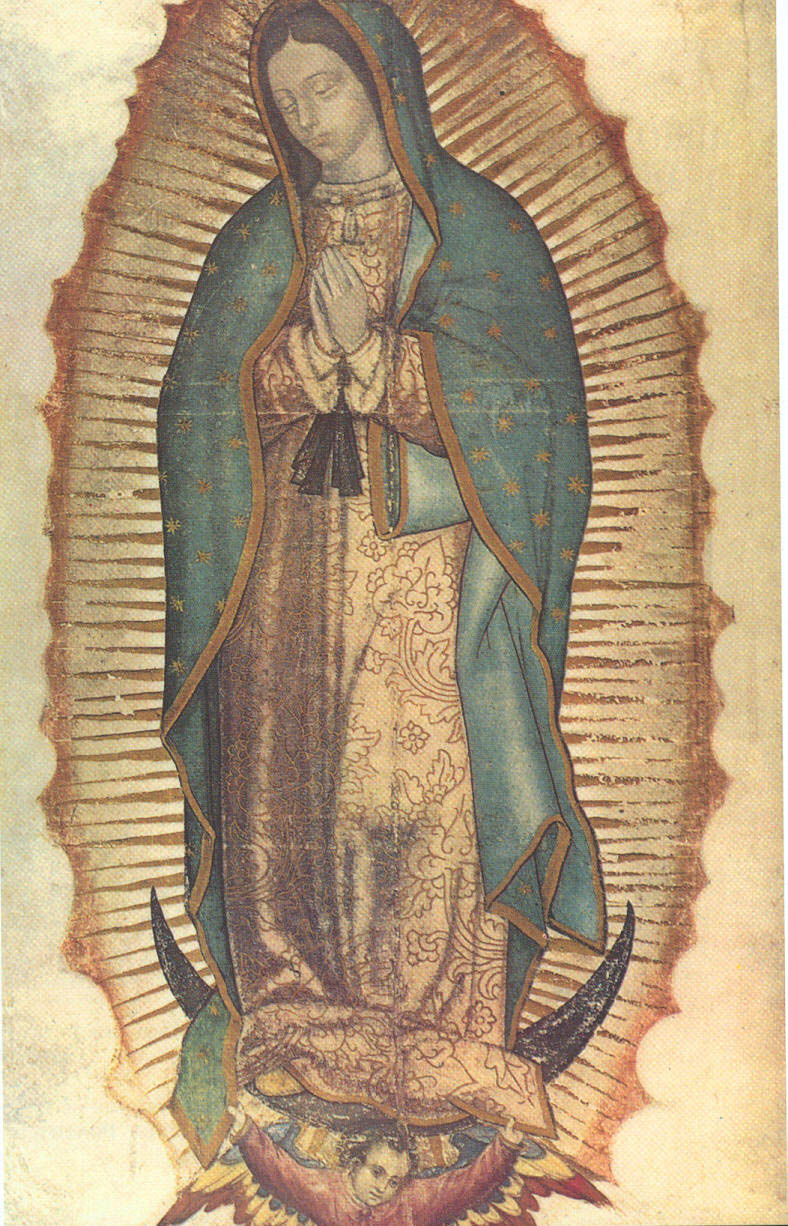
مريم العذراء، سيدة غوادالوبي شفيعة الأمريكيتين؛ إحدى أقدم الآثار المسيحية في العالم الجديد وأشهرها تعود لعام 1555، ومن أيقونات العذراء السمراء.

كان نشوء البروتستانتية السبب الرئيس لاندلاع عدة حروب أهلية في أوروبا: ففي إنجلترا اضطهد البروتستانت الكاثوليك، ولم يكن الحال بأحسن في فرنسا حين اندلعت حرب أهلية بين الطرفين سنة 1562 تلتها مذبحة البروتستانت عام 1572؛ وبصرف النظر عن العامل الديني، كانت هذه الحروب أيضًا صراع على السلطة بين بيت جيز الكاثوليكي وآل بوربون الداعمين للبروتستانت؛ ومع بداية القرن السابع عشر دمرت حرب الثلاثين عاما التي اندلعت سنة 1618 أوروبا وهي تنتقل من دولة إلى دولة حاملة أبعادها الدينية؛ وقد تحارب في ألمانيا الكالفينيون واللوثريون وكلاهما من البروتستانت بحرب طاحنة. ومع منتصف القرن تم الدخول في مرحلة من السلام والاعتراف المتبادل.
في الوقت نفسه كانت الدولة العثمانية قد بلغت أوج قوتها بقيادة سليمان القانوني وأخذت أوروبا الشرقية بالتساقط بيد العثمانيين حتى توقف التمدد العثماني على أبواب فيينا سنة 1683؛ وبلغت حركات التبشير الكاثوليكية التي قادها يسوعيون أقاصي آسيا: فوصلت البعثات التبشيرية إلى الصين واليابان وأسست الكنيسة الكاثوليكية أولى معاقلها في الهند عام 1656، فضلًا عن الأصقاع المكتشفة في أفريقيا الجنوبية كذلك فقد أخذت هذه البعثات تتجه نحو الدولة العثمانية في سبيل ضم الطوائف المسيحية الشرقية إلى الكنيسة الكاثوليكية، الأمر الذي مهد ظهور الكنائس الكاثوليكية الشرقية، وأدت الحركة الديبلوماسية النشطة مع إسطنبول إلى نشوء نظام الامتيازات الأجنبية بدءًا من عام 1563 ثم ألحق به نظام حماية الأقليات الدينية بدءًا من عام 1649.

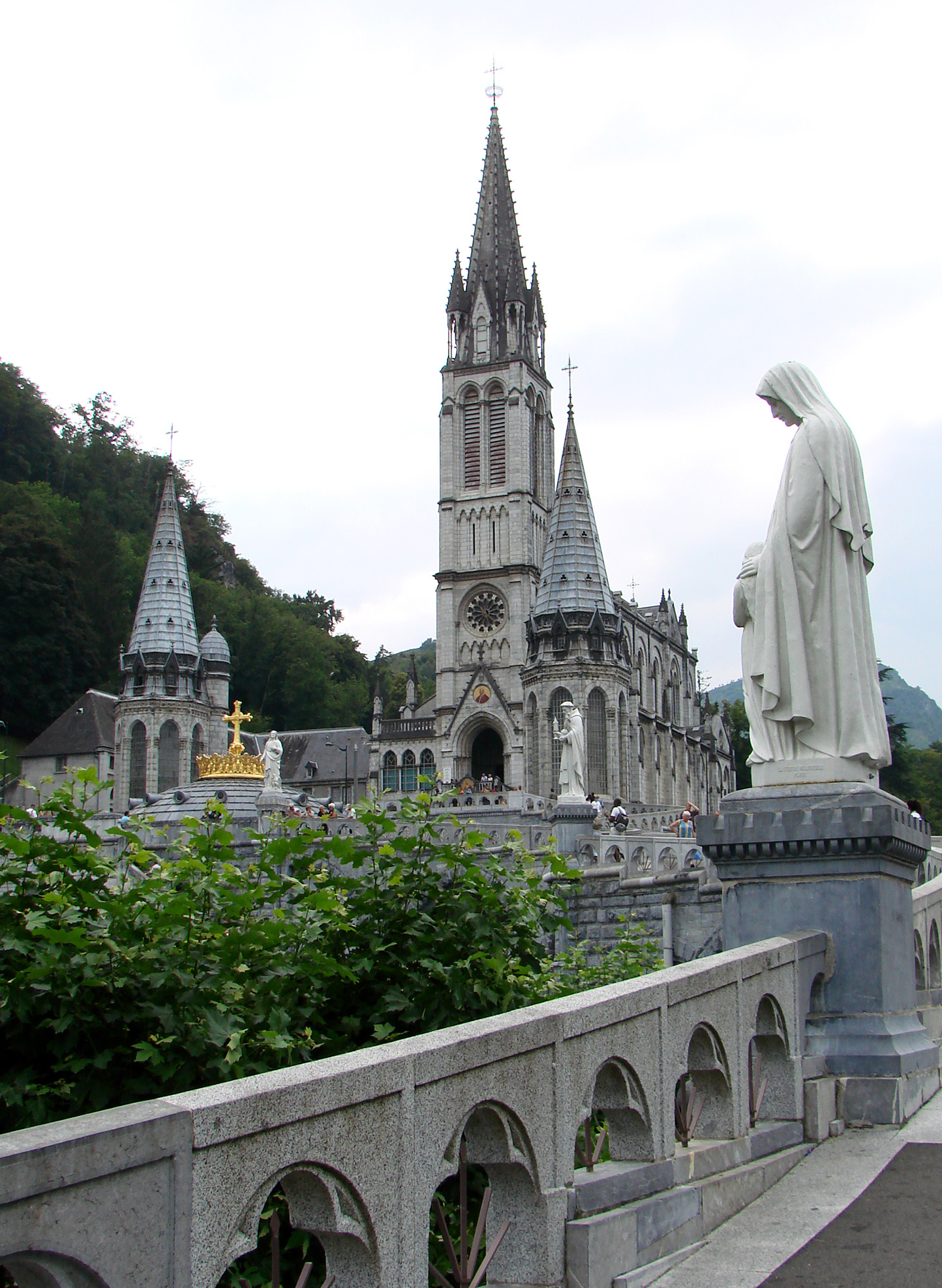
كاتدرائية الوردية المقدسة في لورد، فرنسا حيث يعتقد الكاثوليك أن مريم العذراء ظهرت قائلة: أنا سيدة الحبل بلا دنس.

أخذت النزعات القومية بالظهور في أوروبا خلال النصف الثاني من القرن السابع عشر، ممثلة باستقلالية الملوك الكاثوليك عن البابوية وترافقت هذه الحركات بظهور عدد من المفكرين الملحدين خصوصًا في إنجلترا وهولندا التي تبنت إثر استقلالها عن إسبانيا، الكالفينية كمذهب رسمي وتبنت نظامًا ليبراليًا ما جعلها بنوع خاص موئلاً لمختلف الأقليات المضطهدة خصوصًا اليهود.
خلال القرن الثامن عشر نضجت الأفكار القومية والإلحادية في أوروبا، وتزامنت مع تجربتين لهما عميق التأثير في المسيحية: التجربة الأولى ممثلة بقيام الولايات المتحدة الإمريكية سنة 1789: كانت الولايات المتحدة مزيجًا من طوائف بروتستانتية عديدة لا تنظمها سلطة مركزية، لذلك فقد كان اعتماد إحدى هذه الطوائف دينًا للدولة أو لإحدى الولايات سيؤدي إلى مشاكل عديدة تؤثر على حالة الاتحاد الفدرالي لذلك كان لا بدّ من فصل الدين عن الدولة، وبالتالي كان الدين السبب الرئيس في خلق أول جمهورية علمانية، لقد وجد المسيحيون الأمريكيون، خصوصًا الواسب، النظام الجديد بما يتيحه من حرية إنجاز الله تمامًا كما حصل مع موسى وداوود وفق الكتاب المقدس، فرغم علمانيتهم ظل الأمريكيون مخلصين لمسيحيتهم؛ التجربة الثانية كانت الثورة الفرنسية سنة 1789 والتي قامت تحت شعار حقوق الإنسان وفصل الدين عن الدولة، لكن التجربة الفرنسية وعلى عكس التجربة الأمريكية كانت هجومية ومضادة للكنيسة: احتلّ نابليون الأول إيطاليا وعامل الفاتيكان بقسوة، وثبتت الاتفاقية الموقعة بينه وبين الكرسي الرسولي سنة 1801 ما قامت به الجمهورية الفرنسية الأولى من مصادرة أملاك الأوقاف بما فيها الكنائس والأديرة وإخضاعها لسلطة الدولة الفرنسية، كذلك فقد أصبح تعيين الأساقفة والكهنة وإدارة شؤونهم بيد السلطات الفرنسية وليس بيد الفاتيكان، بمعنى آخر قطعت جميع أواصر العلاقة بين الكنيسة في فرنسا وبين الكرسي الرسولي.
أخذت الأمور بالتحسن عقب سقوط نابليون الأول وعودة الملكية، لكن المسيحية لن تسترجع ما كانت عليه حتى عام 1905؛ وقد رافق القرن التاسع عشر، انتشار الحركات والفلسفات الإلحادية العديدة، فظهر هيغل وكانط وكارل ماركس ثم داروين وجان جاك روسو ونيتشه الذي أعلن موت الله، فبدا أن المسيحية في أوروبا ستنهار، لكنها استطاعت الصمود، وشهدت بداية القرن العشرين أفولاً لهذه الفلسفات. قابله حركة التحديث المسيحية قد طفقت تنمو، وبرزت المسيحية الليبرالية في مقابل المسيحية الأصولية، والدراسات الكتابية الحديثة، وتطور العقيدة الاجتماعية ودور المجتمع في الحالات الخاصة، وتكاثر المنظمات العلمانية الكنسيّة وتقلص دور وحجم الإكليروس، إلى جانب حركة تحديث طقسي ومجمعي.

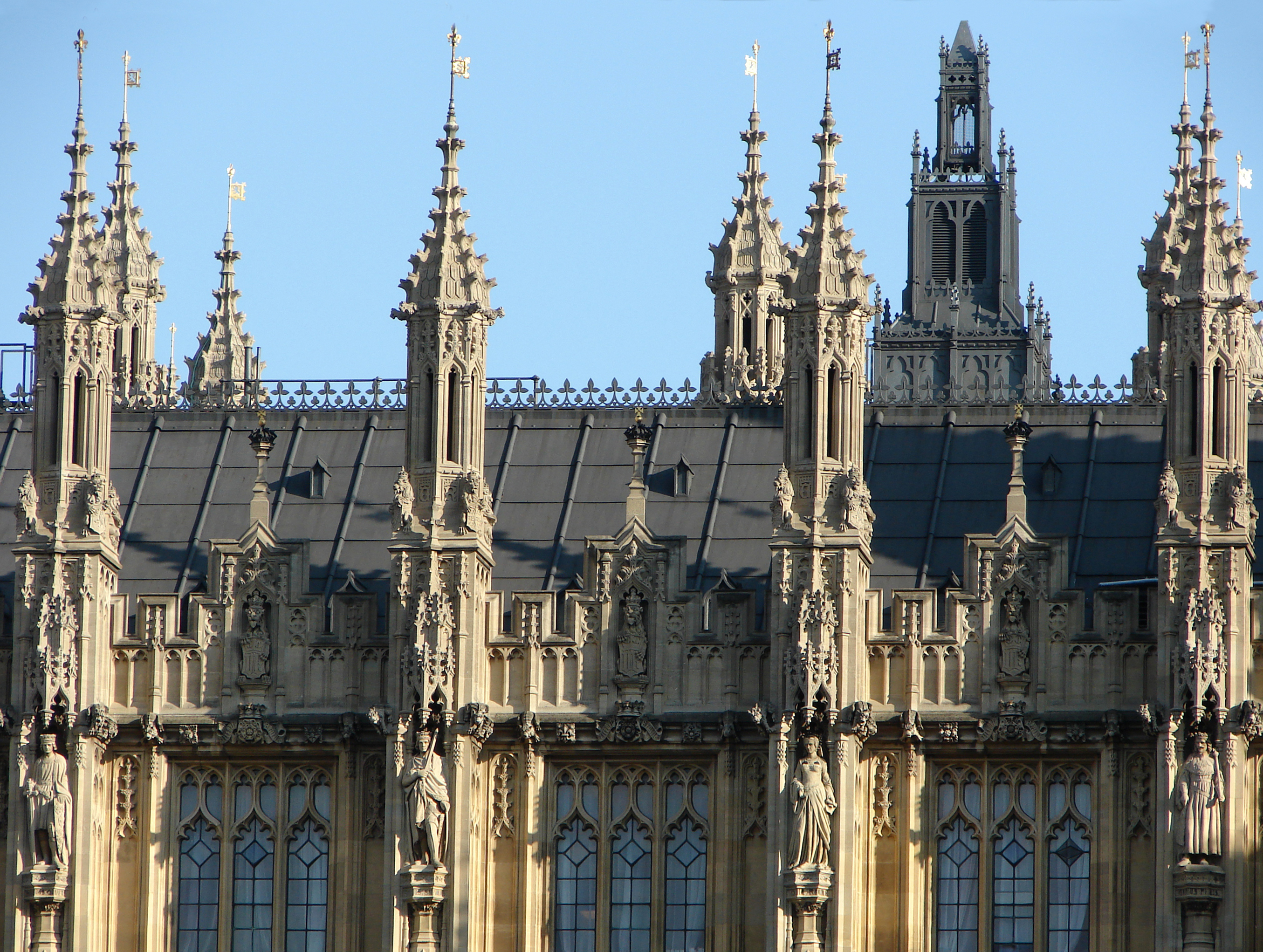
كاتدرائية ويستمنسر الانجليكانية، كاتدرائية الأمة البريطانية.

في الشرق وخلال القرن التاسع عشر، كان لبنان ومسيحييه يقودون النهضة القومية العربية، وقد انتقل بعض هؤلاء المفكرين ذوي الأغلبية المسيحية من سوريا ولبنان إلى القاهرة والإسكندرية التي كانت في ظل الخديوي إسماعيل المكان الأكثر انفتاحًا في الدولة العثمانية؛ كذلك فقد استقر بعض هؤلاء في المهجر، لقد أطلق هؤلاء المسيحيون بصحفهم وجمعياتهم الأدبية والسياسية النهضة العربية في القرن التاسع عشر والتي سرعان ما اتسعت لتشمل أطياف المجتمع برمته. وقد سطع أيضًا نجم عدد وافر من الشخصيات المسيحية العربية في الوطن العربي والمهجر في مناصب سياسية واقتصادية بارزة، كما ولا يزال للطوائف المسيحية، دور بارز في المجتمع العربي، لم ينقطع، لعلّ أبرز مراحله النهضة العربية في القرن التاسع عشر، كما لهم اليوم دور فاعل في مختلف النواحي الاجتماعية والاقتصادية والسياسية.
في روسيا كانت الكنيسة الأرثوذكسية مؤسسة قوية، فقد أعاد الأباطرة الروس من أسرة رومانوف، حماة المذهب الأرثوذكسي، الثنائية التقليدية في قيادة الكنيسة بينهم وبين البطاركة، واستطاعت الإمبراطورية الروسية عن طريق تحالفاتها مع سائر الدول الأوروبية استعادة اليونان ومنحها الاستقلال عام 1838؛ ثم أخذت سائر الدول المسيحية في أوروبا الشرقية بنيل استقلالها عن الدولة العثمانية الواحدة تلو الأخرى بين عامي 1812 و1881؛ واستحدثت متصرفية جبل لبنان سنة 1861 بعيد المذابح بين الموارنة والدروز في الجبل والتي سرعان ما انتشرت حتى وصلت دمشق بين المسلمين والمسيحيين؛ وتشكل النظام الحاكم والاجتماعي في متصرفية جبل لبنان من الثنائية المارونية - الدرزية، وسمح الإستقرار الأمني والتعايش الدرزي-الماروني في المتصرفية بتطور الاقتصاد ونظام الحكم. وكان كاثوليك الدولة العثمانية قد وضعوا تحت حماية فرنسا والنمسا، إذ اعتبر آل هابسبورغ حكام الإمبراطورية النمساوية حماة الكاثوليكية، في حين وضع الأرثوذكس تحت حماية الإمبراطورية الروسية وقامت إنجلترا بحماية البروتستانت.
على الصعيد العقائدي، فقد أعلنت الكنيسة الكاثوليكية سنة 1856 عقيدة الحـُبل بها بلا دنس تلاها تثبيت ظهور مريم العذراء في بلدة لورد الفرنسية، حسب المعتقدات الكاثوليكية؛ ثم انعقد المجمع الفاتيكاني الأول سنة 1868 خلال حبرية البابا بيوس التاسع؛ والذي شهدت حبريته أيضًا زوال الدولة البابوية وانضمامها إلى مملكة إيطاليا سنة 1870.
تميزت تلك الفترة أيضًا بميلاد الكنائس القومية المستقلة كما هو الحال في السويد والنرويج وهولندا وإنكلترا حيث يكون الملك رأس الكنيسة، وتسمى هذه الكنائس بالكنائس البروتستانتية الأسقفية: إذ إنها تقر بالقداس الإلهي والأسرار السبعة المقدسة وسائر عقائد الكنيسة الكاثوليكية بوجه الخصوص، بيد أنها تجعل من الملك رئيسًا لهذه الكنيسة بدلاً من البابا، وغالبًا ما تكون سلطة الملك فخرية في حين يتولى رئيس أساقفة معين من قبل الملك شؤون الإدارة الفعلية.

### حركة الصحوة الإنجيلية

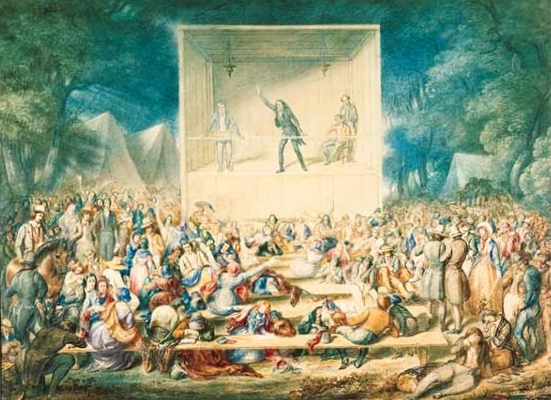
تجمّع ديني لأتباع المذهب المثيودي خلال الصحوى الكبرى.

عرف القرن الثامن عشر موجة من الحماس الديني في العالم البروتستانتي وقد استمر وفقًا لعلماء الدين حتى أوائل القرن العشرين. سميّت هذه الفترة بفترة الإحياء الديني والتي بدأت في أوروبا داخل الكنائس البروتستانتية ثم سرعان ما انتشرت في الولايات المتحدة الإمريكية وقد دعيت بالصحوة الكبرى. ودعت حركة الصحوة على أهمية الورع والتقوى الشخصية والأخلاق بوصفها تعبيرًا حقيقيًا عن العقيدة، ومن أبرز الحركات التي نشأت من الصحوة الميثودية التي تأسست على يد الأخوين تشارلز وجون ويزلي، المورمونية، الإنجيلية والخمسينية. وفي بداية القرن العشرين أصبح المعمدانيون أكبر طائفة بروتستانتية في الولايات المتحدة الأمريكية.
ظهرت في القرن الثامن عشر حركة الإنجيل الشعبي والتي تهدف لقيام بأعمال خيريه لمساعدة الفقراء أبرز المؤسسات التي نتجت عن هذه الحركة كانت جيش الخلاص وهي جمعيّة تدير مؤسسات متعددة تشمل مستشفيات ومراكز تأهيل لمدمني الكحول والمخدرات، ومعسكرات وأندية للصبية والفتيات، وأماكن إقامة للمسنين وأندية ومراكز للعناية اليومية، كما تقدم برامج تعليمية للأمهات غير المتزوجات، ودعمًا للمسجونين وعائلاتهم. وكان لها دور بارز في نشر والتوعية عن النظافة الشخصية فقد تبنت العقيدة الانجيلية النظافة من الإيمان، وجمعية الشبان المسيحيين التي هدفت إلى نشر الوعى والثقافة والأخلاق والقيم المسيحية في أوساط الشباب، ووتقيم برامج عدة منها الرياضية ومعسكرات صيفيه، كما دعا الاتحاد العالمي للطلاب المسيحيين الجامعيين عام 1895 بعض الطلاب للبحث عن طرق نشر المسيحية بين الطلاب الجامعيين.
حققت الإرساليات البروتستانتية انتشارًا واسعًا في أفريقيا وأوقيانوسيا وآسيا إرساليات الكنيسة المشيخية والأبرشانيون توّج ذلك في بتأسيس جمعية لندن التبشيرية التي كان لها أثر هام في وصول البروتستانية إلى الشرق الاقصى وأوقيانوسيا، وكان للإرساليات البروتستانتية الأثر الأكبر في إدخال الطب الحديث للصين خاصًة من خلال المبشرين أمثال الجراح روبرت موريسون والقس جون ليفينغستون. وحققت الإرساليّات الميثوديّة النجاح في إدخال أغلبية سكان جزر ميلانيزيا وجزر بولنيزيا للديانة المسيحية.

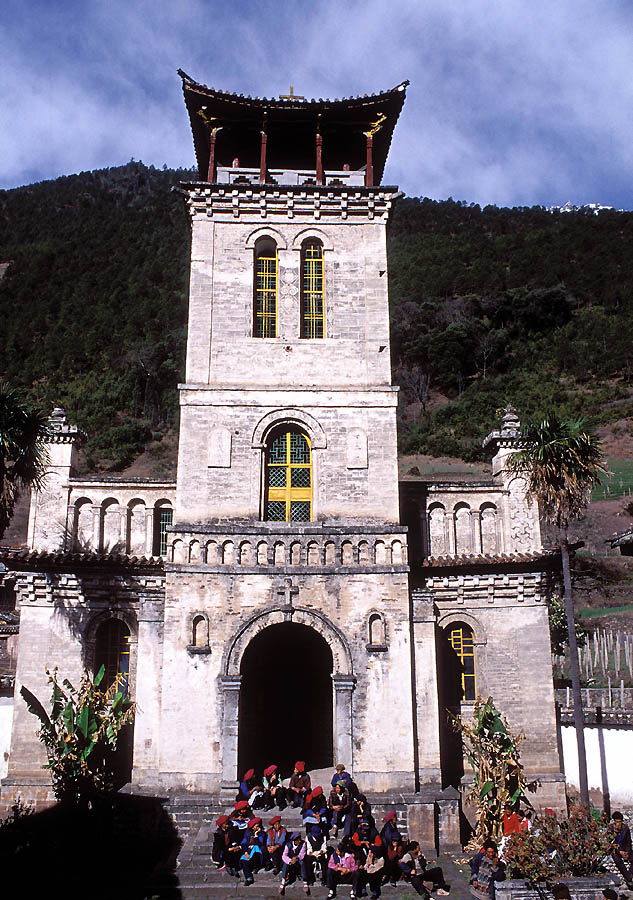
إحدى الكنائس الكاثوليكية في الصين: كان اليسوعيون أول من بشّر خلال العصور الحديثة في الصين بدءًا من أواخر القرن السادس عشر.

تكاثرت البعثات التبشرية المسيحية في الصين عقب شقّ الدول الأوروبية الأوروبية المستعمرة طريقها إلى الصين بالقوة في القرنين التاسع عشر والعشرين، ودخل الآلاف من الصينيين إلى الديانة المسيحية خصوصًا إلى المذهب الكاثوليكي والبروتستانتي. وترجمت الكتب المسيحية المختلفة والكتاب المقدس إلى اللغة الصينية. في النصف الثاني من القرن التاسع عشر قامت الكنيسة الأرثوذكسية بخطوات واسعة في مجال التبشير في الصين، حيث أرسل للبلاد الكثير من رجال الدين والوعاظ الروس. تزامن ذلك مع ترجمة الكثير من الكتب الروحية والدينية المسيحية للغة الصينية.
اندلعت في الصين بين عامي 1899 و1901 ما عرفت بثورة الملاكمين، وهي ثورة أطلق شرارتها غضب الصينيين من النفوذ الأجنبي الذي كان يتنامى في البلاد من جميع النواحي (التجارية، السياسية والدينية)، أدى ذلك إلى هجمات عنيفة شنها الثوار ضد أتباع الديانة المسيحية من المبشرين المسيحيين وأيضا المسيحيين الصينيين الذين اعتبروهم مسؤولين عن الهيمنة الأجنبية في البلاد. ومع استمرار الانتفاضة قتل عشرات الآلاف من المسيحيين الصينيين من مختلف الطوائف، خصوصا في مقاطعات شاندونج وشانخي وكذلك في العاصمة. وقفت الحكومة الصينية بحالة من الشلل والعجز أمام هذه الانتفاضة، وباستمرار الثوار بمحاصرة بكين وقتل الأجانب تحالفت ثمان دول هي الإمبراطورية النمساوية المجرية، فرنسا، ألمانيا، إيطاليا، اليابان، روسيا، بريطانيا، والولايات المتحدة الأمريكية وأرسلوا قوات متعددة الجنسيات قوامها 20,000 رجل لإنقاذ الرعايا الأجانب والبعثات الدبلوماسية والتبشيرية المسيحية. وأُجبرت الحكومة الصينية بعدها على تعويض الضحايا وتقديم تنازلات إضافية للدول الكبرى.
لعبت المسيحيّة دورًا هامًا في إحياء الأفكار الوطنية ودفع التطور في دول الشرق الأقصى، مثلًا لعبت الكنيسة المشيخية في تايوان دورًا سياسيًا هامًا من خلال دعهما للحركة الديمقراطية في تايوان وإنتمت العديد من العائلات السياسيّة العريقة في تايوان للكنيسة المشيخية. كما وساهمت الكنائس المسيحية في كوريا الجنوبية في تقدم المجتمع الكوري خاصًة في مجالات الخدمة الطبية والتعليم، ولعبت المدارس المسيحية دورًا بارز في تقوية الوعي الوطني بين الشعب الكوري. كما يظهر التأثير الثقافي الكبير للمسيحية في اليابان من خلال المدارس وغيرها من أشكال التأثير المختلفة. ولعبت الكنائس المسيحية دورًا هامًا في تحديث تايلاند، ولا سيّما في مجال المؤسسات الاجتماعية والتربوية وفي الرعاية الصحية والتعليم، فأنشأت الكنائس المسيحية أولى المستشفيات الحديثة في البلاد، كما تتواجد المدارس والكليّات والجامعات المسيحية الرئيسية في كافة أنحاء تايلاند وتخرّج النخب الاجتماعية في البلاد، يُذكر أنّ المبشرين أدخلوا الطب الحديث والجراحة واللقاحات ضد الجدري، وتدريس اللغات الأجنبية وكتابة القواميس اللغوية، كما ونشطت الكنائس المسيحية توفير القيادة في الحركة الديمقراطية التايلاندية، إغاثة اللاجئين، وتحسين وضع المرأة والمعاقين والأطفال.

## واقع الكنيسة في عالم اليوم

كاتدرائية أرثوذكسية في بلغاريا: عانى المسيحيون في أوروبا الشرقية من تعسف الاتحاد السوفيتي والشيوعية.

أثرّت الحرب العالمية الأولى وقيام الشيوعية سنة 1917 تأثيرًا سلبيًا على الكنيسة الروسية الأرثوذكسية، وأدت إلى استقلال عدد من الكنائس التابعة لها، ولم يكن تأثير الشيوعية السلبي منحصرًا عليها بل شمل الكنيسة الكاثوليكية أيضًا، بنتيجة تبني عدد من الدول ذات الغالبية الكاثوليكية للنظام الشيوعي ردحًا من الزمن. قادت الكنيسة الكاثوليكية، بنوع خاص خلال حبرية يوحنا بولس الثاني معارضة عالمية ضد الشيوعية انتهت بانهيار الاتحاد السوفيتي، عانت الكنيسة الكاثوليكية أيضًا من مضايقات النظام الفاشي في إيطاليا، بيد أن توقيع اتفاقيات لاتران الثلاثة بين الكرسي الرسولي وإيطاليا الفاشية سنة 1929 خطوة هامة في تاريخ الكنيسة الكاثوليكية، فقد أنهى المرحلة التي دعي خلالها البابوات سجناء روما وأوجدت الفاتيكان بالشكل المتعارف عليه اليوم.
تبنت الكنيسة الكاثوليكية في أعقاب الحرب العالمية الثانية ظهورات العذراء في بلدة فاطمة البرتغالية، وكانت الكنيسة قد أعلنت قبل ذلك عقيدة الوردية المقدسة ومن ثم سنة 1950 عقيدة الانتقال، ثم انعقد المجمع الفاتيكاني الثاني سنة 1963 لمواكبة قضايا العالم المعاصر، وقد أصدر المجمع عدة دساتير تنظم دور البابا والأساقفة، وتعيد رسم قواعد الحياة الرهبانية، والحركات التبشيرية خصوصًا في آسيا وأفريقيا، كذلك نظم المجمع مؤسسات العلمانيين الكنسيّة وسمح باستخدام اللغات المحلية بدلاً من اللغة اللاتينية في الطقوس، وأمر بإعادة دراسة هذه الطقوس وإجراء التعديلات اللازمة على بنيتها، وأشار إلى أهمية الحوار مع الطوائف المسيحية الأخرى والأديان المختلفة.

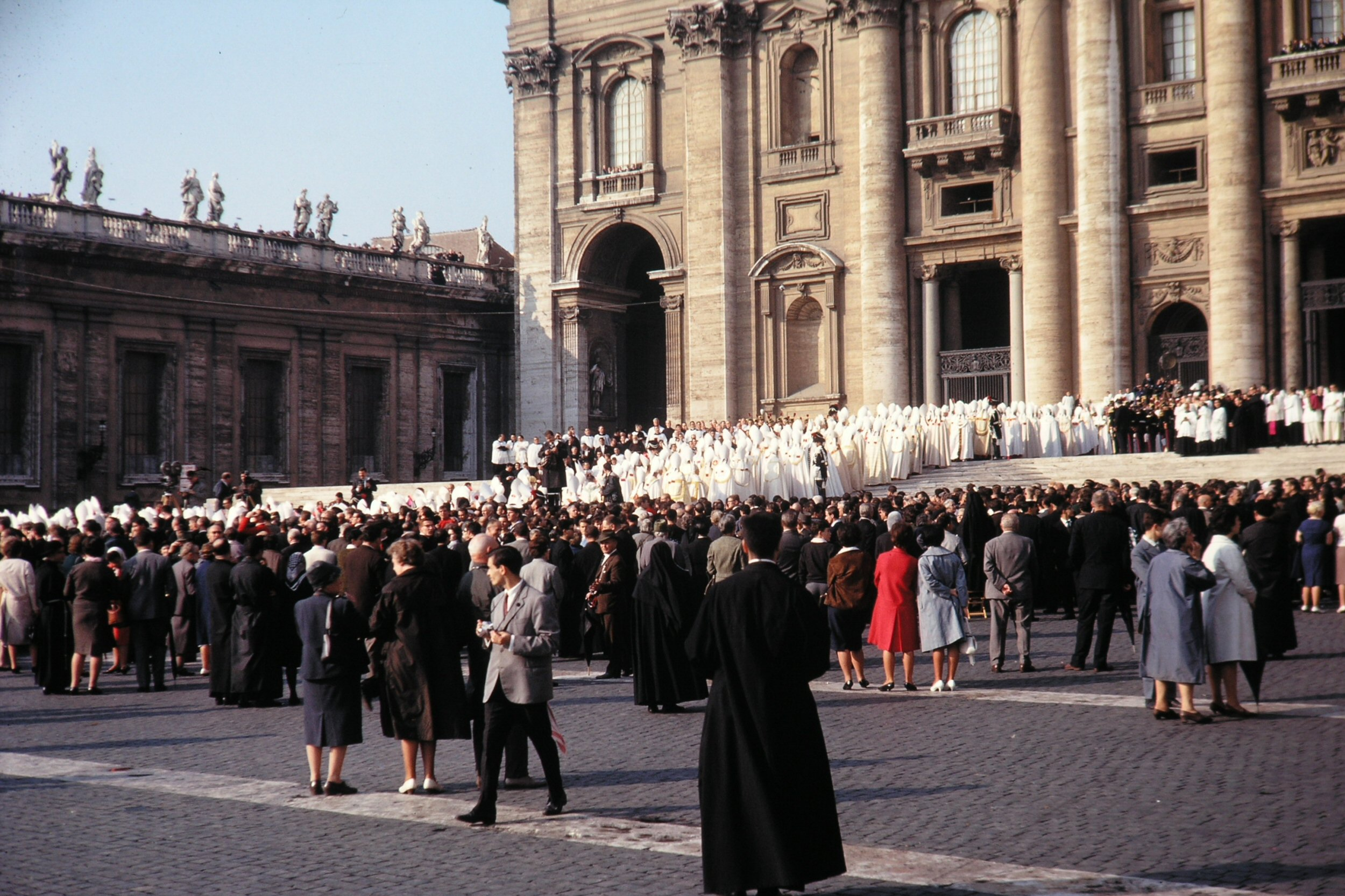
افتتاح أعمال المجمع الفاتيكاني الثاني سنة 1963.

على صعيد الكنائس الشرقية، فإنّ مذابحًا قد طالت الأرمن وسائر الطوائف المسيحية خصوصًا السريانية في شرق الأناضول وجنوبه وفي شمال العراق، وقد فاق عدد ضحاياها المليون ونصف مليون إنسان على يد الدولة العثمانية خلال الحرب العالمية الأولى، بيد أن تركيا تنفي وقوع المجازر التي تؤكدها الأمم المتحدة؛ سوى ذلك فقد مرت الكنائس الشرقية بمرحلة مستقرة خلال القرن العشرين، مع الإشارة إلى مآسي الحرب الأهلية اللبنانية، والخلاف بين الحكومة المصرية بقيادة السادات والكنيسة القبطية برئاسة البابا شنودة الثالث، فضلاً عن ما يتعرض له المسيحيون في العراق وإيران، وتركيا، وهجرتهم من فلسطين، في حين يشهد المسيحيين في إسرائيل رخاءًا اجتماعيًا واقتصاديًا، ومنعهم من أداء طقوسهم في بعض الدول كالمملكة العربية السعودية إلى جانب المشاكل الثلاث التقليدية: قوانين منع تجنيس غير المسلمين في دول الخليج العربي، حد الردة على من يتحول من الإسلام في جميع بلدان الشرق الأوسط العربية عدا لبنان، ومنع زواج المسيحي من مسلمة؛ لكن ومن ناحية ثانية فإن المسيحيين يحكمون وفق قوانين أحوال شخصية موافقة لشرائعهم في عديد من البلدان، كسوريا والعراق والأردن ولبنان، ولا يوجد مشاكل في استحداث كنائس جديدة أو جمعيات ومؤسسات مسيحية في عدد كبير من هذه الدول، وحتى الدول التي كان يمنع فيها سابقًا بناء كنائس كقطر؛ الإمارات أو الكويت؛ كما أن العلاقات بين مختلف القيادات الكنسية والحكومات تعتبر جيدة جدًا، ما يعكس بدوره العلاقات في القاعدة الشعبية.

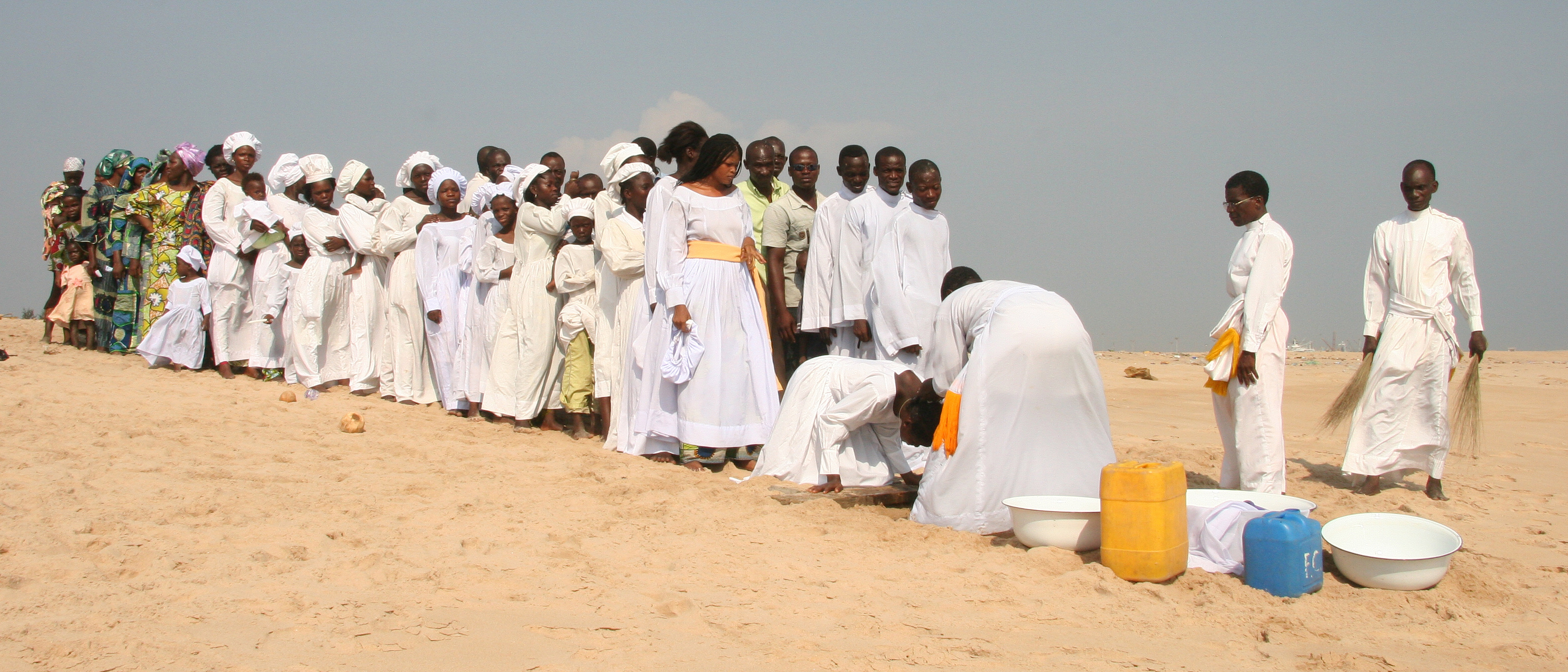
مسيحيين أفارقة يؤدون الطقوس الدينية : تشهد مناطق جنوب الكرة الأرضية ازدياد في معدل نمو المسيحية.

أما في أفريقيا والعالم الإسلامي خاصًة في الجزائر، المغرب، تونس، إيران، تركيا، أذربيجان وكوسوفو؛ وآسيا خاصًة في الصين، الهند، كوريا الجنوبية، اليابان، فييتنام، أندونيسيا، وسنغافورة فإن وضع الكنيسة في نمو، فالحركات التبشيرية تكتسب مزيدًا من المتحولين إلى المسيحية سنويًا، تقدر دراسات تحول أعداد أكبر بكثير من الأشخاص من الإسلام إلى المسيحية في القرن الحادي والعشرين أكثر من أي وقت آخر في التاريخ الإسلامي. وجدت دراسة لجامعة سانت ماري عام 2015 أن حوالي 10.2 ملايين مسلم إعتنق المسيحية. بحسب دليل أكسفورد للتحويل الديني تحل المسيحية في الترتيب الأول من حيث صافي الربح من المتحولين، ويُقدر صافي الربح من المتحولين بحوالي 3.8 مليون سنوياً. وتعتبر المشاكل القائمة بين الصين والفاتيكان من خلال قطع الصين لعلاقات الكنيسة داخلها مع الفاتيكان وتعيينها للأساقفة وإدارتها للكنائس من أكبر مشاكل الكنيسة في آسيا حاليًا.
أما في أمريكا اللاتينية، القارة ذات الغالبية الكاثوليكية، فقد ظهرت داخل الكنيسة الكاثوليكية حركة إصلاح دعيت بلاهوت التحرير، والتي ناضلت من أجل العدالة الاجتماعية والقضاء على الفقر والديكتاتورية والدفاع عن المظلومين. ففي بداية القرن العشرين ارتبطت الكنيسة الكاثوليكية ارتباطًا وثيقًا بالقيادات العسكرية والأثرياء من كبار ملاك الأراضي الذين تحكموا في كثير من حكومات أمريكا اللاتينية. ولكن مع ذلك ومنذ نهاية الستينيات من القرن العشرين ازداد نشاط الكنيسة في النضال من أجل حقوق الإنسان والعدالة الاجتماعية. وقد قام كثير من قيادات الكنيسة أبرزهم أوسكار روميرو رئيس أساقفة السلفادور بنقد حكومات أمريكا اللاتينية بشدة لفشلها في توفير الخدمات المناسبة للفقراء. في الأرجنتين عارض قادة الكنيسة وبأشكال مختلفة سياسات خوان بيرون والتكتيكات العنيفة من الحرب القذرة، أمّا في البرازيل وعلى الرغم من دعم كبار رجال الدين الجيش والحكومة الديكتاتورية، تمكن الجناح التقدمي لجعل الكنيسة عمليًا أحد أبرز الواجهات الشرعية للمقاومة والدفاع عن حقوق الإنسان الأساسية أثناء فترة الحكم العسكري، ولقد قام الرئيس السابق لويس إيناسيو لولا دا سيلفا في العديد من برامج الأصلاح الأجتماعي لحل مشكلة الفقر، من خلال وقف عمليات تصنيع الأسلحة، وذلك تأثرًا من عقيدة وحركة لاهوت التحرير. وفي التشيلي خلال نظام أوغستو بينوشيه وأسرته، وإن كان بعض الأساقفة الكاثوليك والكهنة قد دعم النظام، الاّ أن البعض الآخر تحت قيادة رئيس أساقفة سانتياغو الكاردينال راؤول سيلفا إنريكيز ناضلوا ضد النظام.
الكنائس البروتستانتية كانت تعيش بهدوء بشكل عام خلال القرن العشرين في أوروبا، أما في الولايات المتحدة الإمريكية فقد كان الوضع مختلفًا، فقد ظهر شهود يهوه وأدفنتست الذين أنكروا ألوهية يسوع، وأما اليمين الإنجيلي بشكل عام، فقد استطاع منذ سبعينات القرن الماضي السيطرة على الحزب الجمهوري وكان مسؤولاً عن تحديد رئيس الجمهورية منذ جيمي كارتر عام 1976، حتى جورج بوش الابن سنة 2000، رغم تعرضه لانتكاسة إثر فضيحة جيري فالويل.
في 28 فبراير 2013 استقال البابا بندكت السادس عشر نتيجة تقدّمه بالسن، ليكون أول بابا يستقيل منذ ستة قرون،
وقال بأن خطوته جاءت «لخير الكنيسة» معلنًا عنها في بداية فبراير مع بداية الصوم الكبير في المسيحية. وخلفه البابا فرنسيس بدءًا من 13 مارس 2013. ويعتبر البابا فرنسيس، أول بابا من العالم الجديد وأمريكا الجنوبية والأرجنتين، كما أنه أول بابا من خارج أوروبا منذ عهد البابا غريغوري الثالث (731 - 741).
وعُرف عنه على الصعيد الشخصي وكذلك كقائد ديني، التواضع ودعم الحركات الإنسانية والعمل على تحقيق العدالة الاجتماعية وتشجيع الحوار والتواصل بين مختلف الخلفيات والثقافات ويحظى بشعبيّة في الأوساط المسيحيَّة والعلمانيَّة.

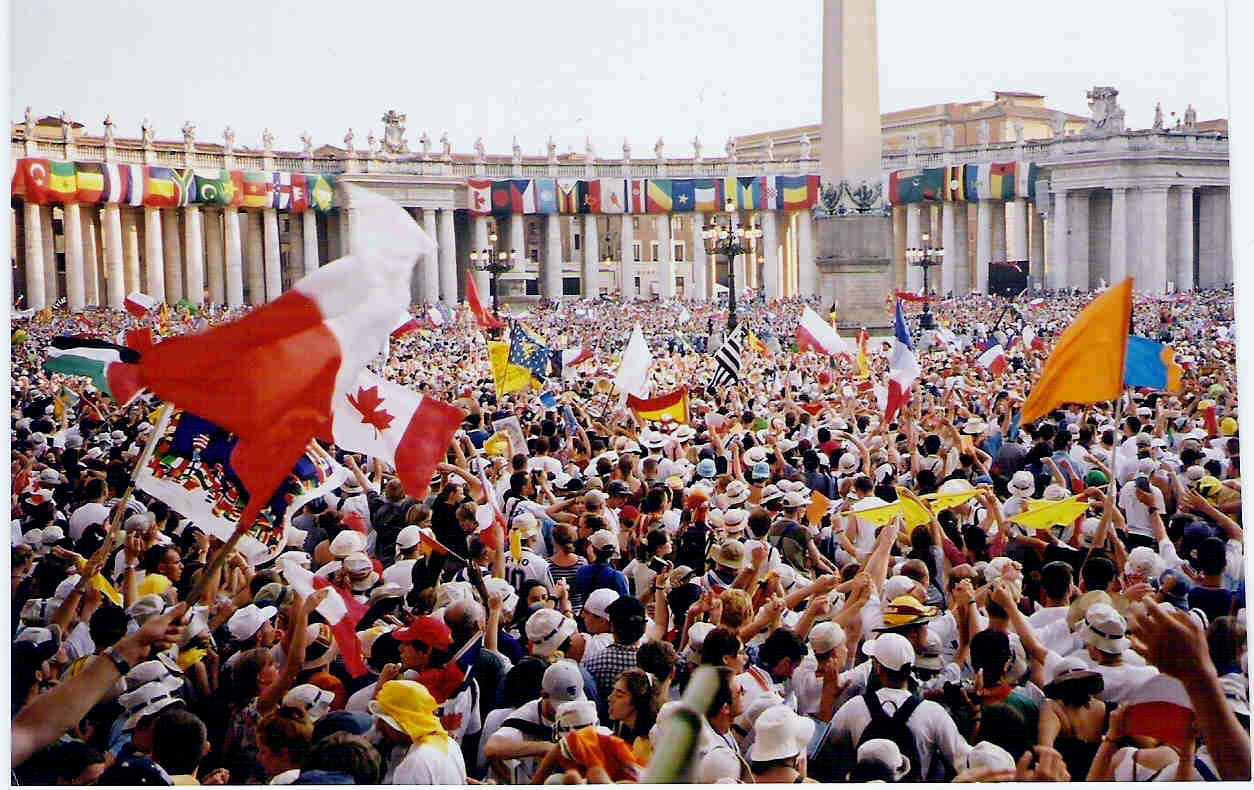
احتفالات يوم الشبيبة الكاثوليكية العالمي: لا تزال للكنيسة قوتها.

على صعيد العلاقات بين الطوائف المسيحية فقد خاض الصرب الأرثوذكس والكروات الكاثوليك في البلقان حرب أهلية طاحنة سنة 1992، كما اندلعت أعمال عنف بين الكاثوليك والبروتستانت في أيرلندا الشمالية التي استمرت إلى أكثر من 25 سنة، حتى وضعت اتفاقية الجمعة الحزينة لإحلال السلام حدًا لها سنة 1998. في أكتوبر من عام 2018 أعلنت الكنيسة الروسية الأرثوذكسية قطع صلتها مع بطريركية القسطنطينية المسكونية، وذلك بعدما اعترفت بطريركية القسطنطينية المسكونية، بإستقلال الكنيسة الأوكرانية عن موسكو. واعتراف القسطنطينية بكنيسة مستقلة في أوكرانيا ينهي 332 عاما من الوصاية الدينية الروسية في أوكرانيا، حيث في عام 1686 صدر قانون كنسي منح بطريرك موسكو حق تعيين المتروبوليت في كييف. يمكن أن يؤدي إلى ظهور «عالمين أرثوذكسيين متخاصمين»، أحدهما موال لموسكو التي لديها العدد الأكبر من المسيحيين الأرثوذكس، وآخر موال للقسطنطينية التي تتمتع بالشرعية كونها أول بطريركية في التاريخ المسيحي الشرقي. وأبدى الكرملين قلقاً من اعتراف بطريركية القسطنطينية بكنيسة أرثوذكسية مستقلة في أوكرانيا، محذراً من أن القرار ينذر بانقسام في العالم الأرثوذكسي. في المقابل، رحّبت الحكومة الأوكرانية في كييف بالقرار، ورأى مراقبون أن الاعتراف بكنيسة مستقلة في أوكرانيا يُعد نتيجة طبيعية لتطور الأحداث، بعد ضمّ موسكو شبه جزيرة القرم وتدخلها في شرق البلاد، وينهي «العالم الروسي».
في مطلع القرن العشرين بدأت حركة تقارب بين الكنائس والطوائف المسيحية، حيث دعيت هذه الحركة باسم الحركة المسكونية، في سنة 1948 تأسس مجلس الكنائس العالميّ، وهي منظمة تعمل من أجل تقليل الاختلافات حول العقائد وتطوير الوحدة المسيحية، ويضم الآن الكنائس الأرثوذكسية والبروتستانتية كما انضمت الكنيسة الكاثوليكية بصفة مراقب. في النصف الثاني من القرن العشرين نشطت حركة حوار مسكوني «لتعزيز وحدة المسيحيين»؛ في عام 1982 صدر عن الكنيسة الأرثوذكسية المشرقية والكنيسة الكاثوليكية «الإعلان المشترك حول طبعي المسيح»، والذي حلّ الخلاف التاريخي حول مجمع خلقيدونية، وهو السبب الرئيسي في انشقاق هذه الكنائس؛ في عام 1999 صدر عن الكنيسة الكاثوليكية والكنيسة اللوثرية «الإعلان المشترك حول عقيدة التبرير»، التي تبنته جماعات بروتستانتية أخرى، وأفضت لحل السبب الرئيسي الذي فجّر الإصلاح البروتستانتي في القرن السادس عشر؛ أيضًا فإن الخلاف حول صيغة انبثاق الروح، حل بين الكنائس الأرثوذكسية الشرقية والكنيسة الكاثوليكية بقبول الصيغتين. عام 1998 اعترف الأساقفة الأرثوذكس في البطريركية الإنطاكية عبر مؤتمر حلب بخطأ التقويم اليولياني في حساب الفصح.
تقف المسيحية بشكل عام اليوم، بوجه الإجهاض، الموت الرحيم وزواج المثليين جنسيًا، ما يجعلها من أكبر المؤسسات المدافعة عن الثقافة التقليدية والأخلاق التقليدية في المجتمع، أما عن أبرز مشاكلها فإن تراجع عدد المنخرطين في سلك الكهنوت ونسبة المداومين على حضور الطقوس يعتبران من أكبر المشاكل؛ رغم ذلك فإن هذه المشاكل تنحصر في مناطق معينة، كفرنسا، ألمانيا وأستونيا أما في مناطق أخرى كإيرلندا، إسبانيا، إيطاليا، اليونان والبرتغال فضلاً عن أمريكا اللاتينية والولايات المتحدة الإمريكية لا تزال هذه النسب مرتفعة. يذكر أّن عدد من دول أوروبا الشرقية شهدت مع سقوط الاتحاد السوفياتي والأنظمة الشيوعية صحوة دينية كبرى منها روسيا ممثلة بالعلاقة الوثيقة بين الكنيسة الروسية الأرثوذكسية وفلاديمير بوتين، أوكرانيا، بولندا، صربيا، كرواتيا، رومانيا وبلغاريا.

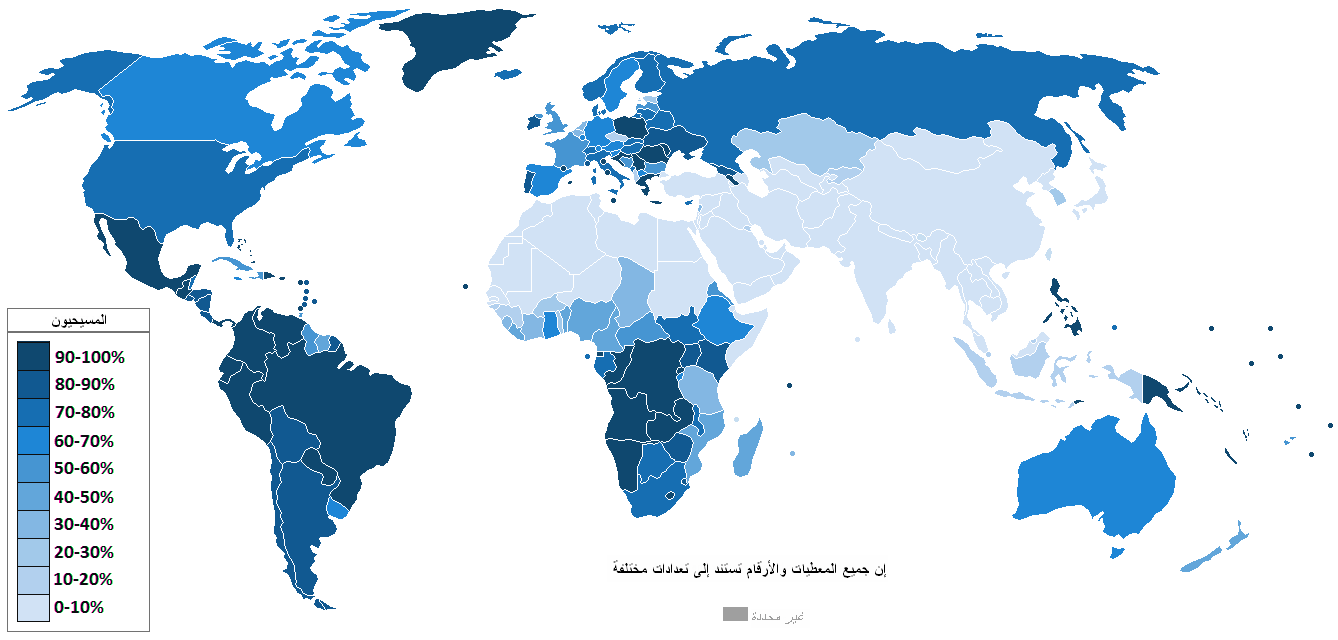
المسيحية بحسب انتشارها في دول العالم.

اليوم المسيحية تعتبر أكبر دين معتنق في البشرية، ويبلغ عدد أتباعها 2.3 مليار أي حوالي ثلث البشر. حسب دراسة أعدّها مركز بيو حول الدين والحياة العامة في الولايات المتحدة، وجدت أن نصف المسيحيين هم من الكاثوليك، في حين يشكل البروتستانت نسبة 37%، والأرثوذكس نسبتهم 12%. ويمثّل «المسيحيون الآخرون»، مثل «المورمون» و«شهود يهوه» ما نسبته 1% من مجمل المسيحيين. تعتبر المسيحية ديانة كونية، إذ ينتشر المسيحيون في جميع القارات والدول ولا توجد دولة في العالم لا تحوي على المسيحيين؛ المسيحية هي الديانة السائدة في أمريكا الشمالية وكذلك في الكاريبي، أمريكا الوسطى والجنوبية إضافة إلى وسط أفريقيا وجنوب أفريقيا، إلى جانب أوروبا وأوقيانوسيا؛ في حين تعتبر الفيليبين الثقل الأساسي للمسيحية في آسيا، القارة الوحيدة التي لا يشكل المسيحيون أغلب سكانها مع وجود مناطق شاسعة كالفيلبين وروسيا والقوقاز ذات غالبية مسيحية، كما يوجد في آسيا الوسطى والشرق الأوسط والشرق الأقصى تجمعات كبيرة للمسيحيين. على الرغم من أن المسيحيين يمثلون ثلث سكان العالم، إلا أنهم يشكلون أغلبية سكان 120 دولة و38 كيان ذي حكم ذاتي، أي ما نسبته ثلثي دول العالم وكياناته. ولا تزال المسيحية الديانة المهيمنة في العالم الغربي؛ إذ يشّكل المسيحيين وفقًا لمركز الأبحاث الأميركي بيو حوالي 70% من سكان العالم الغربي. ويعيش 87% من مسيحيي العالم في دول ذات أغلبية مسيحية مقابل 13% من مسيحيين العالم يعيشون كأقليات دينية. يعيش اليوم 39% من مسيحيي العالم في أوروبا وأمريكا الشمالية وأوقيانوسيا، بينما يعيش 61% من المسيحيين في أمريكا الجنوبية وأفريقيا وآسيا، يذكر أن مناطق جنوب الكرة الأرضية تشهد ازدياد في معدل نمو المسيحية.

## حواش
- 1 صكوك الغفران من المعروف أن يسوع قد منح تلاميذه سلطة غفران الخطايا (انظر يوحنا 23/20) وقد استعملت هذه السلطة طوال قرون عديدة ضمن سر التوبة، بيد أنه قد استعملت أيضًا للمساهمة في بناء كاتدرائية القديس بطرس في الفاتيكان ودعيت بصكوك الغفران، ولم يكن للصكوك قيمة نقدية محددة إنما هي لقاء التبرع للمساهمة في بناء الكاتدرائية، غير أن الإقطاعيين في بعض المناطق، ألمانيا مثلًا، أخذوا بشراء كميات كبيرة من الصكوك وليعيدوا بيعها للشعب بأسعار مرتفعة؛ وقد شكلت هذه القضية الأساس الأول للانشقاق البروتستانتي.
- 2 محاكم التفتيش أنشأت أول الأمر في إسبانيا عام 1483 بطلب من الملك فريناند والملكة إيزابيلا ومباركة الكنيسة، وذلك للقضاء على الأقليات اليهودية والإسلامية في إسبانيا، وتنامى دورها عقب سقوط غرناطة عام 1492؛ وأصل المصطلح يعود لوظيفة رجال المحاكم في مراقبة المعتنقين الجدد للمسيحية، بهدف التأكد من عدم ارتدادهم إلى دينهم القديم؛ خصوصًا اليهودية من خلال الامتناع عن تناول لحم الخنزير أو العمل في يوم السبت، وكان من صلاحيات المحكمة إنزال عقوبات الإعدام بحق المدانين. تقدم كارين آرمسترونغ تفسيرًا لمحاكم التفتيش، فقد كان فريناند وإيزابيلا يمران في عملية خلق إحدى أقوى الدول المركزية الحديثة في أوروبا، ولم يكن بوسع دولة كهذه أن تتسامح مع مؤسسات حكم ذاتي داخلي كالنقابات أو المؤسسات الدينية كالتجمعات اليهودية أو المسلمة، خصوصًا في عصر لم تنضج به فكرة القومية والمواطنة الحديثة،[285] لاحقًا أنشئت محاكم التفتيش في إيطاليا لفرض رقابة على الكتب والحركة الفكرية خلال القرن السابع عشر، ومعاقبة ناشري هذه الكتب، علمًا أن محاكم التفتيش قد ألغيت في القرن التاسع عشر واستبدلت بالمجمع المقدس لشؤون العقيدة والإيمان في الفاتيكان، وتعتبر محاكم التفتيش من أكثر مؤسسات البشرية السيئة الصيت، وقد تمت المبالغة في نقل فعالياتها حتى قيل أنه راح ضحيتها خمسة ملايين إنسان، في حين توضح كارين آرمسترونغ، أن ضحايا محاكم التفتيش لا يتجاوز 13 ألفًا.[286]